# عقاب ذهبية
العُقاب الذهبية أو العُقاب الذهبيّ أو اللَمّاعة (الاسم العلمي: Aquila chrysaetos) هي إحدى أشهر الجوارح في العالم وأكثرها شيوعًا في نصف الكرة الأرضية الشمالي، ومن أكبر العقبان على الإطلاق. تنتمي هذه العقبان إلى فصيلة البازية ورتبة بازيات الشكل مثل غيرها من بني جنسها، وقد كانت سابقًا واسعة الانتشار عبر الإقليم القطبي الشامل، لكنها اليوم اختفت من معظم المناطق المأهولة منه، وانحصرت في البراري والغابات البعيدة عن المناطق الحضرية، لكنها على الرغم من ذلك لا تزال واسعة الانتشار عبر معظم أنحاء موطنها في أوراسيا وأمريكا الشمالية وبعضًا من أنحاء أفريقيا، وتتركز أكبر جمهراتها في مقاطعة ألاميدا في ولاية كاليفورنيا الأمريكية. يتخذ ريش هذه الطيور لونًا بنيًا قاتمًا بأغلبه، وما يقع منه على العنق والرأس أبهت ضارب إلى الذهبي.
تصطاد العقبان الذهبية بالاعتماد على رشاقتها وسرعتها ومخالبها القوية، وقائمة طرائدها واسعة منوعة، فهي تشتمل على: الأرانب، والأرانب البرية، والمراميط، وسناجب الأرض، وعدد من الثدييات متوسطة الحجم من شاكلة: الثعالب، القطط البرية والمستأنسة، جديان الماعز الجبلي والوعول، وأخشاف الأيائل. كذلك فإنها تقتات على الجيفة بحال ندرة الطرائد، وعلى حيوانات أخرى قلّما تفترسها، مثل الزواحف والطيور، وخاصةً الأنواع الضخمة من الأخيرة، من شاكلة: التم والكركي والغربان والنوارس الكبرى سوداء الظهر. أيضًا يُعرف عن العقبان الذهبية مقدرتها على قتل اليحمور الأوروبي البالغ، وكانت بعض القبائل البدوية في أوروبا الشرقية وآسيا تجلّ هذه الطيور وتُدجنها وتستخدمها في صيد الذئاب.
العقبان الذهبية طيور أحادية التزاوج، أي أنها تكتفي بشريك واحد طيلة حياتها، أو طيلة سنوات عديدة على الأقل. والزوج منها يُسيطر على حوز شاسع تصل مساحته إلى 155 كيلومترًا مربعًا (60 ميلاً مربعًا)، تختار منه موضعًا شاهقًا لتبني فيه عشًا تضع فيه بيضها، ومن المواقع المفضلة لديها: الأشجار المرتفعة، الأجراف الصخرية، والمنشآت البشرية مثل أعمدة الأسلاك الهاتفية؛ وأعشاش العقبان الذهبية ضخمة جدًا، تعود إليها الأزواج سنة بعد أخرى إلى أن تبدأ بالتضعضع والتفتت، ولا تعود قادرة على إيواء الفراخ. يتراوح عدد البيض في الحضنة بين بيضة واحدة وأربع بيضات، يتناوب الأبوان على رخمها طيلة فترة تتراوح بين 40 و45 يومًا، وغالبًا لا ينجو منها سوى فرخ واحد أو فرخين. تحظى العقبان الذهبية حاليًا بحماية قانونية في أوروبا، شأنها في ذلك شأن باقي جوارح القارة، وخاصة في الدول حيث تُعتبر نادرة وفقًا لما جاء في القائمة الحمراء للأنواع المهددة بالانقراض، كما في روسيا.

## التصنيف

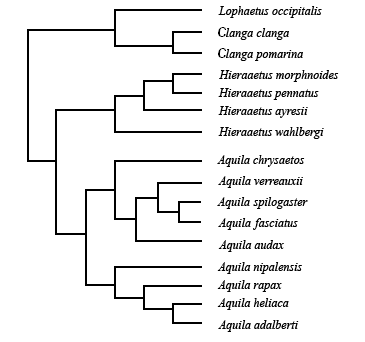
نسالة أنواع العقبان الحقيقية الباقية بما فيها العقاب الذهبية (السطر الثامن)، وفقًا لتحاليل الحمض النووي للنواة والمتقدرات.

قام عالم الحيوان السويدي كارولوس لينيوس بوصف هذه الطيور بصورة علميّة لأول مرة في مؤلفه «النظام الطبيعي» (باللاتينية: Systema Naturae) من عام 1758، وأطلق عليها اسم الجنس Falco معتبرًا إياها من الصقور، قبل أن يقوم عالم الطيور الفرنسي ماثورن جاك بريسون بإعادة تصنيفها بشكل أصح وإطلاق اسم جنس العقبان الحقيقية Aquila عليها في سنة 1760، ومن الجدير بالذكر أن اسم العقاب بالإنگليزية "Eagle" والفرنسية "Aigle"، مُشتق من Aquila اللاتينية، التي تُشتق بدورها من كلمة Aquilus بمعنى «داكن». يُشتق اسم النوع لدى هذه الطيور "chrysaetos" من كلمتين إغريقيتين: «χρῡσος - خريسوس» بمعنى «ذهب»، و«ἀετός - أيتوس» بمعنى «عقاب»، ويُقصد به هنا «ملك الطيور» رمز زيوس كبير الآلهة الإغريقية.
تنتمي العقبان الذهبية إلى فصيلة البازية (باللاتينية: Accipitridae) مثل غيرها من أنواع العقبان الأخرى، وهي من بين أضخمها حجمًا. أظهرت بعض الأبحاث التي قام بها علماء ألمان في أوائل القرن الحادي والعشرين أن أقرب الأنواع إلى العقبان الذهبية هي العقاب الخدارية (Aquila verreauxii) والعقاب إسفينية الذيل (Aquila audax)، وعقاب بونلّي (Aquila fasciata)، وعقاب غروناي (Aquila gurneyi)، بالإضافة للعقاب البازيّة الأفريقية (Aquila spilogaster)، وإنه يُحتمل أن تُشكل كل هذه الأنواع فئة أحيائية مع بعضها البعض، ويُقصد بالفئة الأحيائية ارتباط نوعين أو أكثر من الكائنات الحية بشكل وثيق من الناحية الوراثية، بحيث يُمكن اعتبارها «أنواعًا شقيقة».

### النويعات
من العقاب الذهبية ست نويعات باقية تنتشر عبر نصف الكرة الشمالي، وهي تختلف عن بعضها البعض من حيث لون ريشها، وحجمها بدرجة أقل، وهذه السلالات هي:

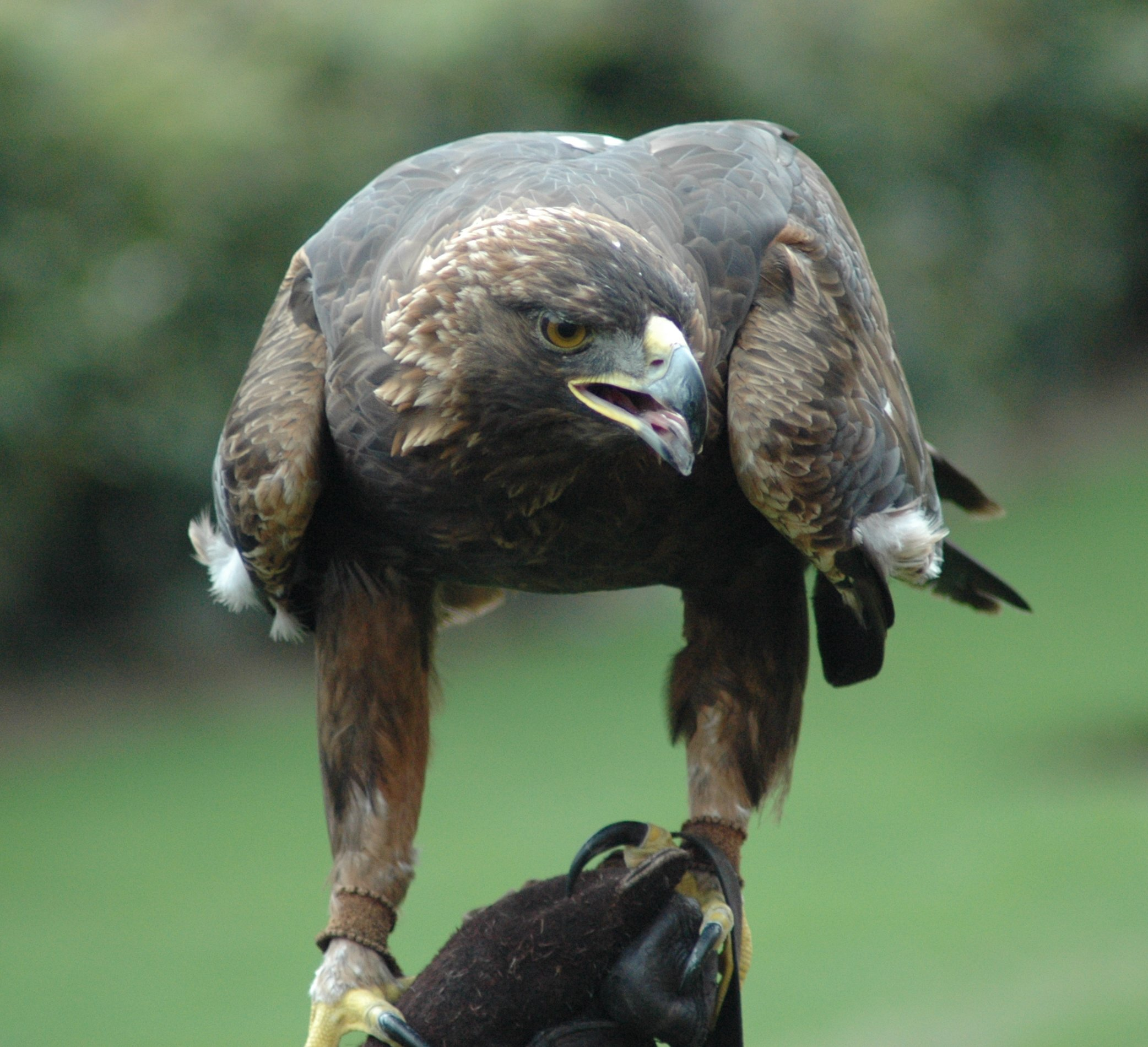
طائر مستأنس من النويعة الكندية (Aquila chrysaetos canadensis).

- النويعة المذهّبة (Aquila chrysaetos chrysaetos): النويعة النمطية، تنتشر عبر أوراسيا عدا شبه الجزيرة الأيبيرية، وصولاً إلى سيبيريا الغربية.
- النويعة الكندية (Aquila chrysaetos canadensis): تنتشر عبر أمريكا الشمالية من ألاسكا شمالاً حتى شمال المكسيك.
- النويعة الكامشاتكيّة (Aquila chrysaetos kamtschatica): يمتد موطنها من جبال ألطاي عبر سيبيريا الشرقية وصولاً إلى شبه جزيرة كامشاتكا. يُصنفها البعض على أنها جمهرة من النويعة الكندية.
- النويعة الغارية (Aquila chrysaetos daphanea): تنتشر من جنوب كازاخستان شرقًا إلى منشوريا فالصين، وعلى طول جبال الهيمالايا من باكستان غربًا حتى بوتان شرقًا.[21]
- النويعة الصغرى (Aquila chrysaetos homeryi): تنتشر من شبه الجزيرة الأيبيرية عبر شمال أفريقيا والشرق الأوسط، بما فيه تركيا وإيران.[22]
- النويعة اليابانية (Aquila chrysaetos japonica): تستوطن اليابان وشبه الجزيرة الكورية.[22]

بالإضافة لهذه النويعات سالفة الذكر، عُثر في فرنسا على مستحثات لعقبان ذهبية تعود لأواسط العصر الحديث الأقرب، قال العلماء بأنها تُشكل نويعة بائدة، وأُطلق عليها تسمية النويعة العظمى (Aquila chrysaetos bonifacti)، كذلك عُثر على مستحثات لنويعة أخرى عملاقة (Aquila chrysaetos simurgh) تعود لأواخر العصر الحديث الأقرب، من كهف «ليكو» في جزيرة كريت.

## الوصف

### الشكل الخارجي

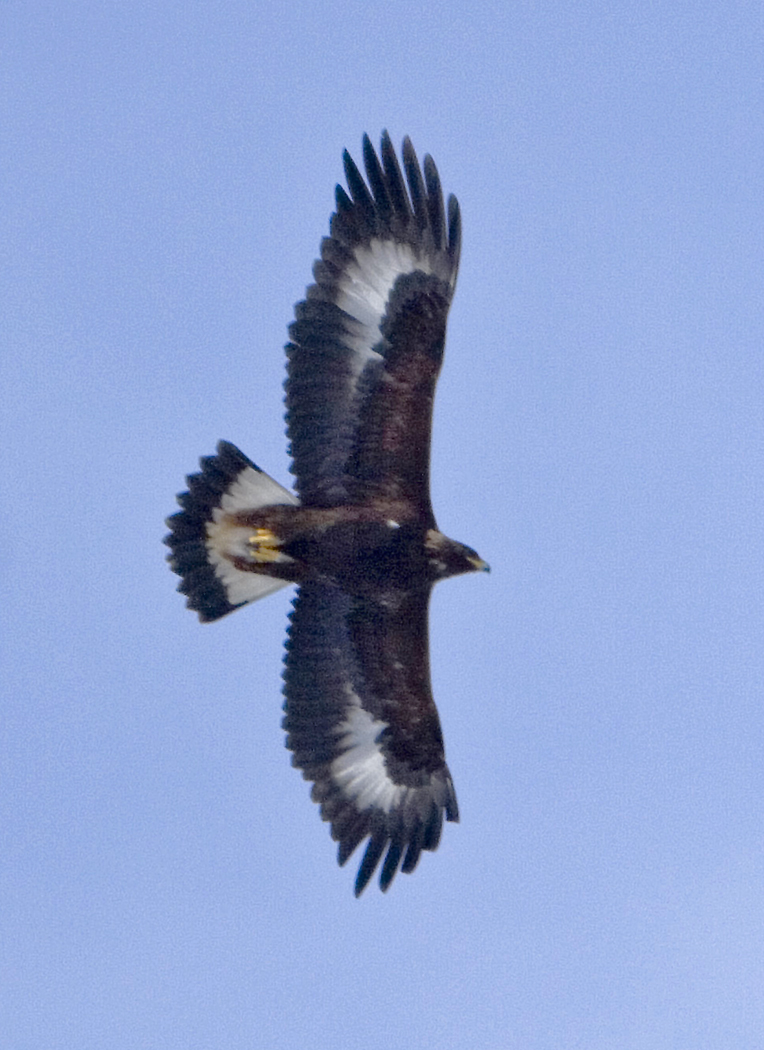
طائر يافع يُحلّق، لاحظ البقع البيضاء الكبيرة أسفل جناحيه وذيله، والشريط الأسود العريض عند نهاية الذيل.

العقبان الذهبية جوارح ضخمة شديدة القوة، ذات ريش بني قاتم وجناحين عريضين، ويختلف طولها باختلاف الأفراد منها، لكنه يبقى يتراوح بين 70 و85 سنتيمتر (بين قدمين و4 إنشات إلى قدمين و9 إنشات)، ويتراوح باع جناحيها بين 185 و220 سنتيمترًا (بين 6 أقدام وإنش واحد إلى 7 أقدام و3 إنشات)، أما وزنها فيتراوح بدوره بين 3 و6 كيلوغرامات (بين 7 و13 رطلاً). تُعد العقبان الذهبية طيورًا مثنوية الشكل جنسيًا، فعلى الرغم من أن لون الريش مماثل في كلا الجنسين، إلا أن الأنثى أعظم قدًا من الذكر بكثير، حيث يتراوح وزنها بين 3,8 إلى 6,7 كيلوغرامات، بينما يتراوح وزن الذكور بين 2,8 و4,6 كيلوغرامات. الطيور البالغة بنية اللون ذات ريش ذهبي على مؤخرة هامتها وقفا عنقها، ولها بعض الريش الرمادي على ذيلها وأجنحتها. يتراوح لون ريش الرسغ من الأبيض إلى البني القاتم، وهناك بعض الطيور منها التي تمتلك أطرافًا بيضاء على القسم العلوي من كل ريشة كتفيّة. أما المنقار فقاتم عند طرفه المعقوف، ويتضائل لونه تدريجيًا حتى يصل إلى القير (القسم المنتفخ الذي يُشكل أصل المنقار) الذي يتخذ لونًا أصفرًا.
تمتلك العقبان الذهبية أجنحةً طويلةً عريضة تتخذ شكل حرف «S» بالنسبة للناظر إليها من أسفل أو من أعلى أثناء تحليقها، وهذه السمة بارزة بشكل خاص عند الطيور اليافعة منها، ويُلاحظ أن نسبة طول الجناح بالنسبة للجسد هي نسبة متقاربة مع تلك الخاصة بالعقبان البازيّة، ومع العقبان القزمة بشكل خاص، لكنها تختلف عنها من ناحية أنها أعرض وتتخذ شكلاً مروحيًا عند بسطها خلال الطيران. يتخذ الذيل شكلاً شبه مستدير، وهو أطول من أذيال معظم العقبان النمطية الأخرى، أما العينان والساقان فلونها بني قاتم وأصفر، على التوالي.

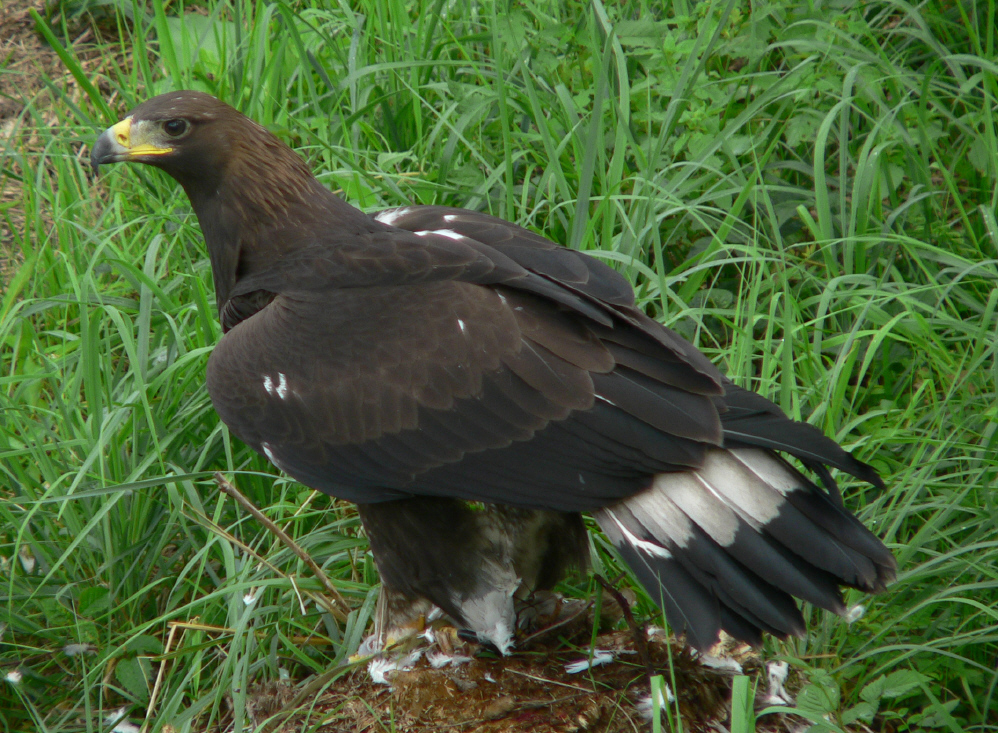
عقاب ذهبية يافعة، لاحظ بياض الذيل ووجود بعض الريشات ذات الأطراف البيضاء على كتفيها.

تكتسي فراخ العقبان الذهبية بزغب رمادي ضارب إلى الأبيض عند فقسها، يُصبح بعد فترة قصيرة ناصع البياض، ومع نموها تفقد هذا الزغب، وتكتسي بريش داكن ذو بقع بيضاء موزعة على ريش الطيران في أجنحتها، لكن يبقى لها قدر واسع من البياض على أذيالها التي تنتهي بشريط أسود. تظهر عند بعض الطيور اليافعة أيضًا بعض الريشات البيضاء الأخرى على أجنحتها، وبعضها الآخر لا تظهر لديه هذه السمة على الأطلاق. تفقد العقبان ريشها الأبيض مع تقدمها بالسن، وعادةً ما تكتسي بريش البالغين تمامًا بحلول عامها الخامس. يقول علماء الطيور أن هذه العلامات البيضاء لها دور في حماية الفراخ اليافعة من العقبان البالغة العدائية، التي يُعرف عنها عدم تقبلها وجود أي عقاب آخر منافس لها داخل حوزها، ولمّا كانت اليافعة تعيش حياة الترحال إلى أن تبلغ أشدّها وتسيطر على حوز خاص بها، فإنها تتنقل بين حوز وآخر وتصطاد فيها، ولولا تلك العلامات لعدّتها الطيور البالغة المقيمة منافسة لها وقامت بطردها، وعندئذ كانت لتموت جوعًا. تطرح العقبان الذهبية ريشها في كل عام وتستبدله بريش جديد، عدا البعض منه الذي يُعتبر أساسيًا ولازمًا للتحليق، ومن المُلاحظ أن مدة طرح الريش تطول بعد أن يُفرخ الطير لأول مرة، إذ أنها تمتد عندئذ من شهر مارس أو أبريل حتى سبتمبر.

### البصر

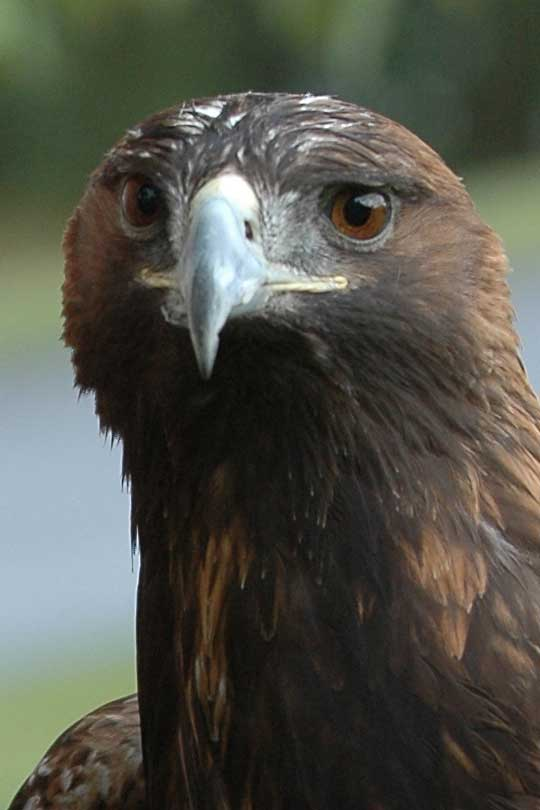
عُقاب ذهبية تنظر نحو الأمام، لاحظ عيناها الوسعتان التي تزيد من حدة بصرها، لدرجة تمكنها من رؤية كل نقطة من النقاط المجتمعة التي تُشكل صورة ما ملونة.

تتميز العقبان الذهبية ببصرها النهاري شديد الحدّة، مثلها في ذلك مثل جميع العقبان والبيزان والصقور، ويبلغ من درجة حدّته قدرتها على رؤية طريدة صغيرة، من شاكلة الأرنب البرية، من على بُعد كيلومترين. ومن الخصائص الجسدية الخاصة بهذه الطيور وأقاربها، التي تجعل من بصرها حادًا، عيناها الواسعتان التي تعكس صورة أكبر على الشبكيّة، وكثافة الخلايا الحساسة للضوء فيها، التي تجعل الصورة أكثر تفصيلاً ووضوحًا. كذلك فإن لها فجوتان مركزيتان في كل عين، وهي مستقبلات ضوئية كثيفة جدًا تمكنها من التركيز على هدف معين دون غيره، وهي سمة تتشاركها مع بضعة أنواع من الطيور من شاكلة الطنانات، التي تحتاجها أثناء ثبوتها في الجو لامتصاص رحيق الأزهار، والقرليات أو الرفرافيات، التي تستخدمها لضبط الأسماك الصغيرة في الجداول والبرك ومن ثم الانقضاض عليها وصيدها. وتمتلك العقبان الذهبية أيضًا عضلةً دائرية حول كل عين من عيناها تثبّت العدسة عند انقضاض الطائر على طريدة تعدو، فلا يفقد أثرها، وتُعرف هذه السمة باسم «تكيف العين». تستطيع العقبان الذهبية أن تدير رأسها 270 درجة كما البوم، الأمر الذي يزيد من مجال رؤيتها بصورة ملحوظة، وهي تبدو للناظر مهيبة الشكل بفعل حاجبيها «المقطبين»، الذان يحميا العينين من وهج أشعة الشمس، وتمتلك جفنًا شفافًا في كل عين إلى جانب الجفن الأصلي، تغلقه أثناء الطيران وعند الانقضاض، لحماية عيناها من الغبار وذرات الرمل المنتشرة في الجو. مما يزيد من حدّة نظر العقبان الذهبية قدرتها على الرؤية بالألوان، الأمر الذي يسمح لها بتمييز الأشياء الحية من تلك الجامدة، ويزيد من فعاليتها في الصيد.

### الطيران

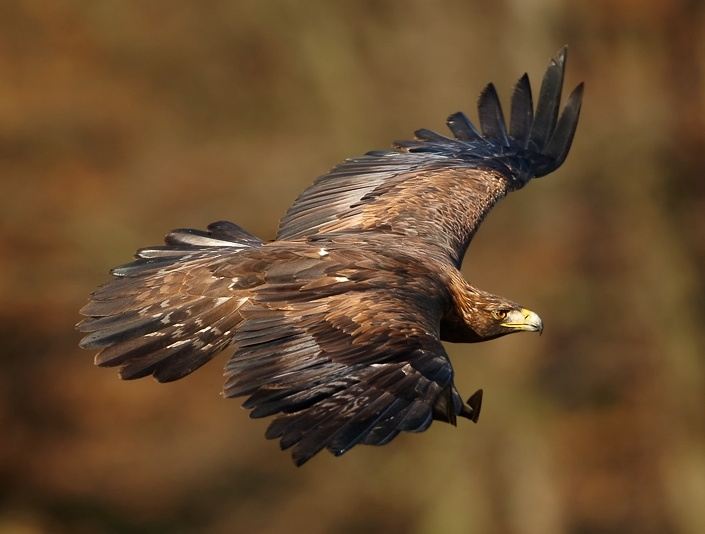
عقاب ذهبية بالغة تحلّق في الهواء، لاحظ شكل أجنحتها المنبسطة المشابه لحرف «V» بعض الشيء بالنسبة للناظر إليها.

العُقاب الذهبية طيّارة من الطّراز الأوّل حتى في أعتى الرّياح، غالبًا ما تحلّق عاليًا بالاعتماد على التيارات الهوائية الساخنة، باسطة جناحيها بشكل يعلو جسدها بعض الشيء، بحيث تبدو للناظر أنها تتخذ شكل حرف «V»، وطيلة هذه الفترة تبقى ساكنة في الجو لا تأتي بأي حركة، بل تسمح للهواء بحملها وتوجيهها، حتى إذا لمحت طريدة ما انقضت عليها وفتكت بها. ومن أساليب صيدها الأخرى، أن تحوم بصبر على ارتفاع منخفض وتقوم بهجمة فجائية انقضاضية، وغالبًا ما تقوم العقبان بهكذا هجمة من خلف الطريدة دون أن تلاحظها الأخيرة، وتتراوح سرعة انقضاضها بين 240 و320 كيلومتر في الساعة.

### النداءات
تُصدر العُقبان الذهبية نداءات قصيرة أثناء طيرانها غالبًا لتتواصل مع أليفها أو في سبيل حماية حدود حوزها من تعدي العقبان الأخرى، وكذلك عندما تركن في عشها إلى جانب فراخها الصاخبة. تتراوح أنماط الأصوات التي تُصدرها العقبان الذهبية من الصفير الناعم خفيف الوقع على الأذن، الذي يصدر عنها عندما تتواصل مع بعضها ومع فراخها، ومع أسيادها من البشر، بالنسبة للطيور المروضة؛ إلى الصيحات الحادة النمطية، الشبيهة بأنين الكلاب المستأنسة ونعيب بعض أنواع الجوارح الأخرى، مثل عقبان السهوب، وهذا النمط من الأصوات يُستخدم عادةً لتعليم حدود الحوز، وعندما يستحيل الطائر عدائيًا.

## الانتشار

### الموطن

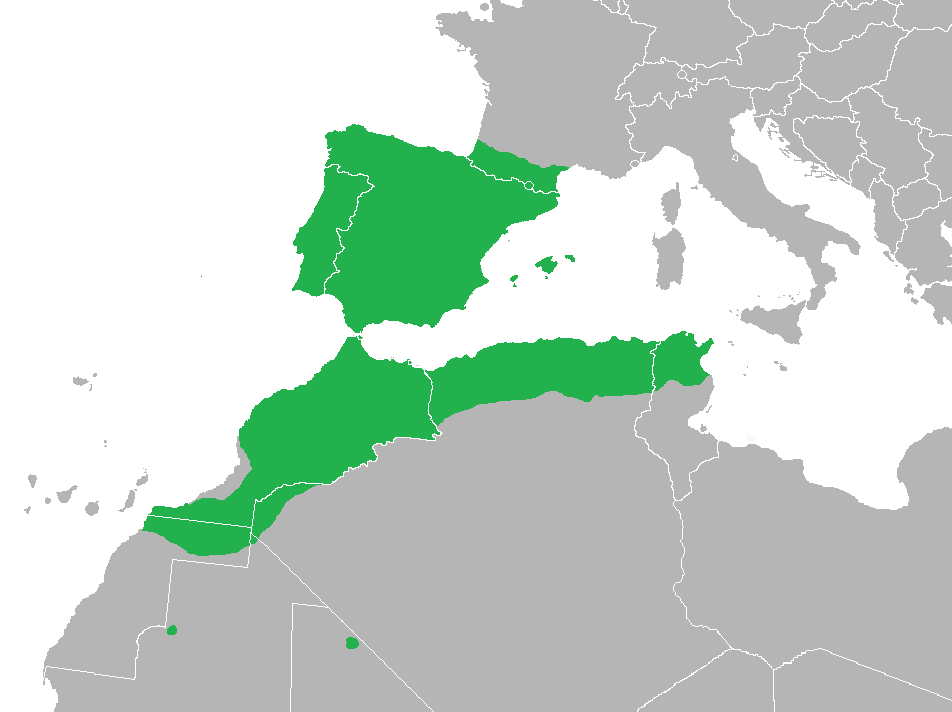
خريطة تظهر انتشار العقبان الذهبية في شبه الجزيرة الأيبيرية وجنوب غرب فرنسا، وشمال المغربين الأوسط والأقصى.

العقبان الذهبية طيور واسعة الانتشار، فهي تنتشر عبر كامل الإقليم القطبي الشامل، أي المنطقة التي تشمل أوراسيا الشمالية والوسطى وشمال أفريقيا وأمريكا الشمالية، وفي الأخيرة تُفرخ العقبان في قسمها الغربي بشكل رئيسي، من سلسلة جبال بروكس في ألاسكا شمالاً حتى هضاب المكسيك الوسطى جنوبًا، ومنها بضعة جمهرات قليلة العدد تقطن شرقي كندا والولايات المتحدة. تُفرخ العقبان الذهبية في شمال أفريقيا في سلسلة جبال الأطلس بشكل رئيسي، وبالتالي فإن أغزر جمهراتها موزعة على المغرب والجزائر وتونس، ومنها جمهرات أخرى قليلة العدد تنتشر من الساحل الليبي حتى سواحل البحر الأحمر في مصر. أما في أوروبا فموطنها عبارة عن فسيفساء طبيعية من الموائل المختلفة، فهي تعشش في جبال إسكتلندا الوسطى والشمالية، وشمال شبه الجزيرة الإسكندناڤية، وجبال القوقاز وتركيا، بما فيها الأناضول، كذلك فإنها توجد في سهول روسيا البيضاء وبلدان البلطيق والسهوب الروسية، كما يمكن العثور عليها في عدد من جزر البحر المتوسط مثل: جزر البليار، كورسيكا، سردينيا، صقلية، وكريت. وفي آسيا، تنتشر العقبان الذهبية من شبه جزيرة سيناء جنوبًا مرورًا ببلاد الشام والعراق وإيران حتى المنحدرات الجنوبية لجبال الهيمالايا في أفغانستان، وهناك عدد من الجمهرات مبعثرة الانتشار في شبه الجزيرة العربية. كذلك يمكن العثور عليها في شمال ميانمار ومقاطعة يونان الصينية وجزيرة هونشو اليابانية، ويُحتمل أنها تُفرخ على جزيرتيّ هوكايدو وشيكوكو أيضًا.

### الهجرة
إن السواد الأعظم من العقبان الذهبية مقيم في موئله الطبيعي طيلة أيام السنة، غير أن الجمهرات الشمالية منها، وبالأخص تلك قاطنة الأماكن شمال خط العرض 55°، تهاجر جنوبًا خلال الشتاء هربًا من البرد القارس وبحثًا عن الطرائد، لا سيما وأن الكثير من فرائسها، من شاكلة مرموط الخمائل، يسبت خلال هذه الفترة من السنة، فيقل مخزون غذائها. غير أنه من المُلاحظ أن العقبان البالغة المسيطرة على حوز خاص بها، لا تتجه خارج نطاق هذا الحوز، خوفًا من أن يقطنه زوجان آخران في الربيع، أما الطيور اليافعة فتهاجر لمسافات أبعد بكثير، وغالبًا ما تغادر الشمال قبل البالغة. كذلك تقوم العقبان الذهبية قاطنة الجبال بما يُعرف بالهجرة العمودية، أي أنها تنتقل في الشتاء من المناطق المرتفعة إلى الوديان والأراضي المنخفضة الأدفأ، حيث تبقى نسبة معينة من القوارض والثدييات متوسطة الحجم دون سبات. تنزع العقبان الذهبية في أمريكا الشمالية إلى الهجرة جنوبًا مع حلول الخريف خلال شهر سبتمبر، وتبدأ برحلة العودة إلى مواقع تعشيشها مجددًا في أوائل شهر فبراير.

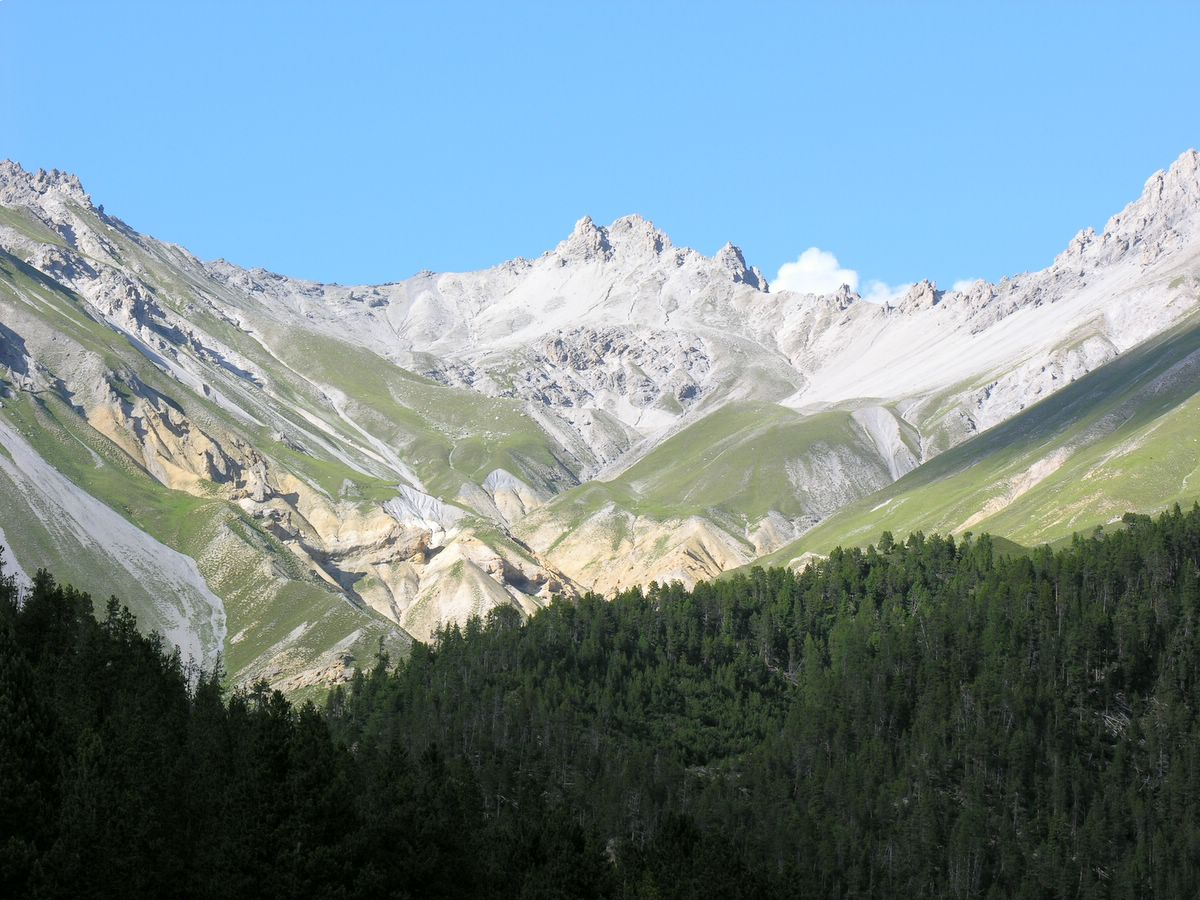
مسكن نموذجي للعقبان الذهبية: جبال شاهقة تعلو مروج جبلية وغابات صنوبرية مكشوفة.

### المسكن
تقطن العقبان الذهبية ضروب مختلفة من المساكن المكشوفة وشبه المكشوفة بعيدًا عن التجمعات الحضرية البشرية، بما فيها: التندرا، غابات التيغا، أراضي الأشجار القمئية، الغابات الصنوبرية والمختلطة ذات الفسحات، السهوب، المناطق شبه الصحراوية، والوديان. تفضل هذه العقبان التعشيش في المناطق الهضابية والجبلية بشكل أكبر من غيرها، حيث يُمكن العثور على عدد من الأزواج غالبًا في هكذا أماكن تضم أوديةً ومروجًا جبلية تصل في ارتفاعها إلى 3600 متر عن سطح البحر. أما في المناطق المنخفضة فيمكن العثور عليها في الغابات القديمة ضخمة الأشجار، وفي الغابات المستنقعية ومنحدرات الأودية النهريّة. يلعب بناء الأعشاش دورًا كبيرًا في تحديد اختيار العقاب لهذه المساكن دون غيرها، فالأشجار المعمّرة عريضة الأغصان وسفوح الجبال تستطيع أن تبني عليها أعشاشها الضخمة، والسهول المكشوفة والأراضي العشبية وأودية الأنهار تؤمن لها حاجتها من الطرائد المختلفة اللازمة لبقائها وفراخها على قيد الحياة، كما تُسهّل من عمليات الصيد. أما الغابات الكثيفة غير المكشوفة فلا تقطنها العقبان الذهبية، بما أنها لا تقدر على الصيد فيها بسبب باع جناحيها، الذي لا يسمح لها بالتوغل بين الأشجار أو القيام بمناورات أثناء تحليقها.

## الخواص الأحيائية

### الحمية والصيد

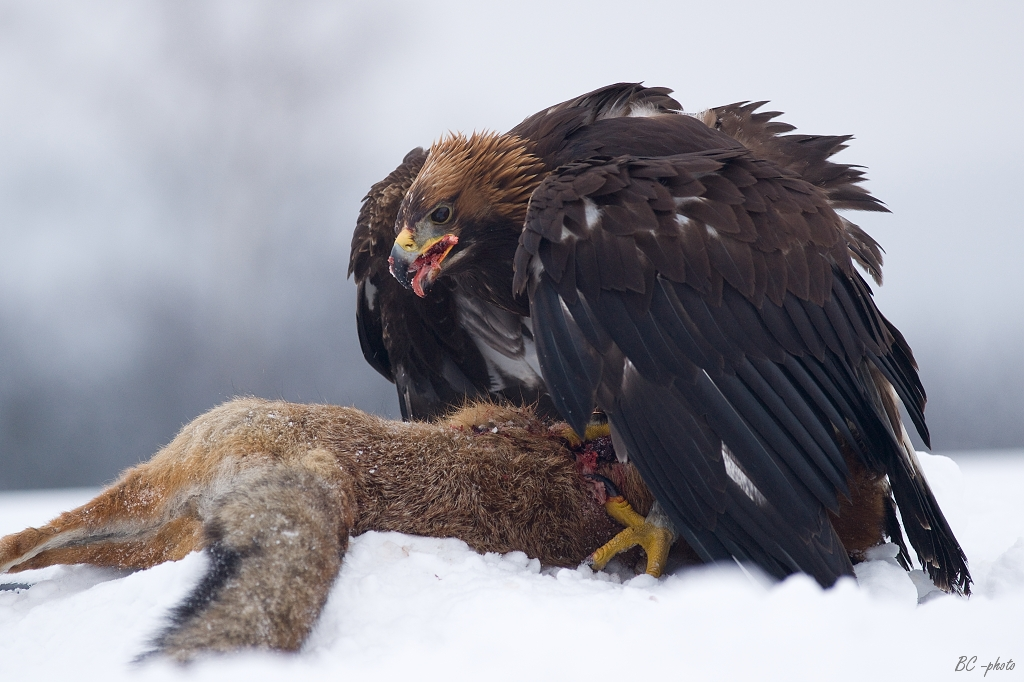
عقاب ذهبية تقتات على ثعلب أحمر اصطادته.

تقتات العقبان الذهبية على طائفة واسعة من الطرائد تختلف باختلاف المنطقة التي تقطنها وظروفها البيئيّة، الأمر الذي يدل على مقدرة هذه الطيور على التأقلم بشكل كبير مع محيطها، فعلى سبيل المثال تقتات عُقبان أمريكا الشمالية على الأرانب البرية بشكل رئيسي، بالإضافة لكلاب المروج وسناجب الأرض والمراميط، وقد تبيّن أن أنواع فرائسها تختلف باختلاف الإقليم الذي تقطنه داخل الدولة الواحدة أيضًا، ففي الولايات المتحدة تفترس العقبان الذهبية قاطنة ولاية واشنطن المراميط صفراء البطن بشكل أكبر من غيرها، بينما تقتات تلك القاطنة الولايات الوسطى، مثل كانساس، على كلاب المروج بشكل رئيسي، وفي السويد تُشكل الطيور قاطنة الأرض أبرز فرائس هذه العقبان، وأهمها الطهيوج الغربي.

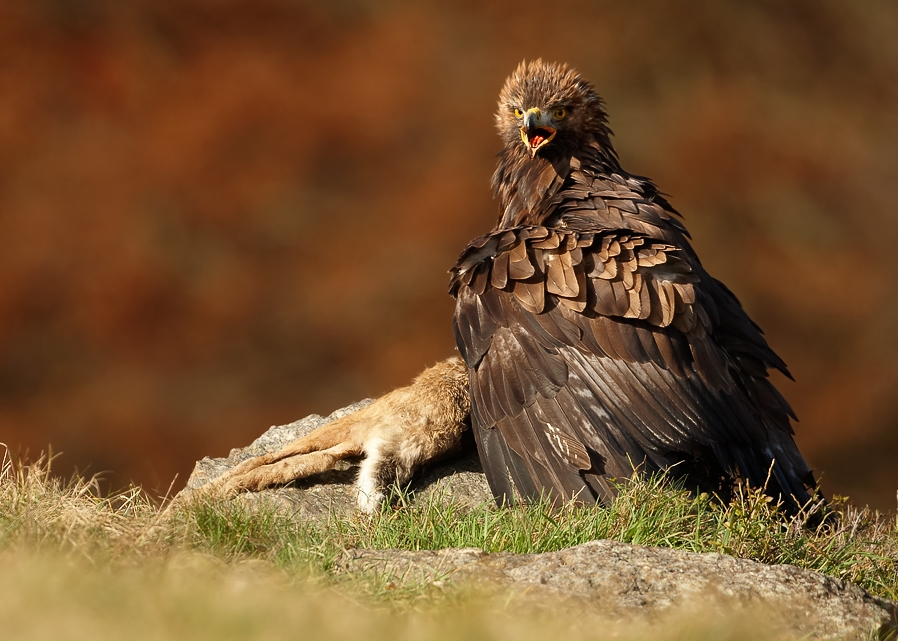
عقاب ذهبية وقد فتكت بأرنب برية أوروبية.

أظهرت إحدى الدراسات أن الثدييات تُشكل ما نسبته 83.9% من طرائد العقبان الذهبية، وأن أبرز الثدييات على لائحة طعامها هي: المراميط، وسناجب الأرض، والأرانب البرية، وبنات عرس المنتة، والظرابين، والخز، والثعالب، وفي أحيان أخرى تفتك بأنواع تفوقها حجمًا ووزنًا، مثل أخشاف الأيائل الحمراء واليحمور، وجديان الماعز البري، وحملان الخراف المستأنسة. كذلك يمكن للعقبان الذهبية أن تحيا عبر الاقتيات على ثدييات صغيرة الحجم من شاكلة الفئران، وفئران الحقل، وفئران الزرع، والقنافذ، والسناجب، ومختلف أنواع السموريات أو العرسيات الأوروبية والأمريكية.
تأتي الطيور في المرتبة الثانية من حيث الأهمية بالنسبة للعقبان الذهبية، وتضم قائمة فرائسها الطيريّة عدد من الأنواع المنتمية لرتبة الدجاجيات، أبرزها التدرجيات والترمكان والطهيوجيات، غير أن أي طائر مهما بلغ حجمه يُعتبر فريسة محتملة للعقبان الذهبية، فهي تقتات على القيقان الأوراسية الصغيرة كما تقتات على التم والكركي الضخمة. تُعتبر العقبان الذهبية مفترسة فوقيّة، أي أن الفرد السليم البالغ منها يقبع على قمة السلسلة الغذائية، ولا يفترسه أي كائن آخر، بل هي ما يفترس ضوار أخرى أقل منها قدًا، فهناك عدّة تقارير تفيد بقيام العقبان الذهبية بقتل جوارح أخرى والاقتيات عليها، مثل صقور السنقر والبيزان الشمالية والسقاوات والبيزان حمراء الذيل، غير مفرقة بذلك بين البالغة منها أو اليافعة. بالمقابل، لوحظ أن بعض تلك الجوارح، مثل الحميمقات المسرولة، تعلمت كيف تُضافر جهودها لتلاحق وتطرد عقابًا ذهبيًا مر بالقرب من مواقع تعشيشها، وفي إحدى الحالات هاجم أحد الشواهين عقابًا كان يحوم فوق عشه حيث تقبع فراخه، وضربه من الأعلى بمخالبه، فسقط ميتًا، وتعتبر هذه الحادثة من الحوادث شديدة الندرة، إذ أن الشاهين غالبًا ما ينسحب من هكذا مواجهة بما أن العقاب يفوقه حجمًا بأشواط، ويُدرك غريزيًا أنه لا يقوى عليه.

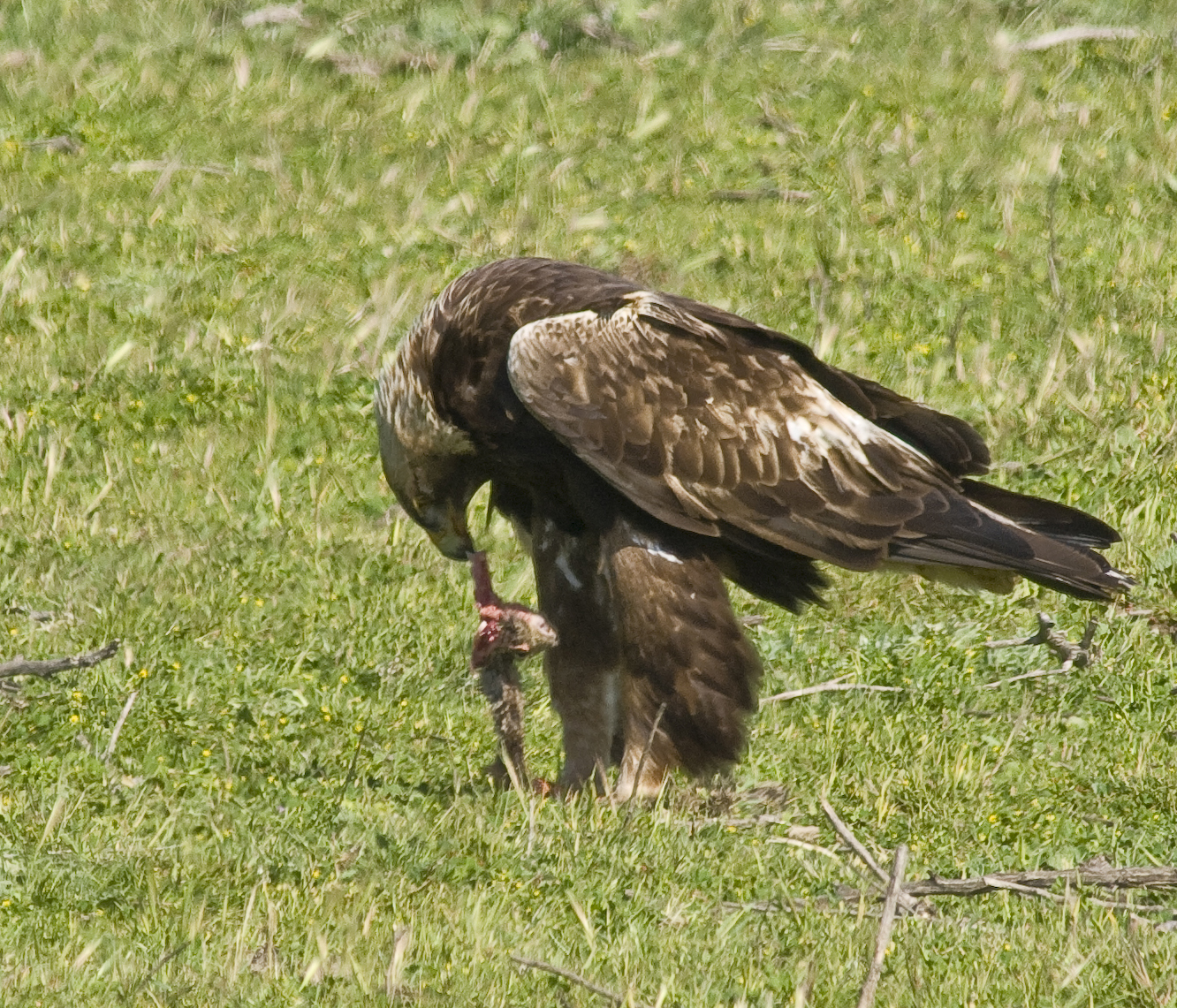
عقاب ذهبية تقتات.

تعيش العقبان الذهبية أيضًا على سرقة طرائد جوارح أخرى سواء كانت من بني جنسها أم لا، وهي تقتات على الجيفة كذلك الأمر متى سنحت لها الفرصة، وغالبًا ما تقوم بطرد النسور الأكبر حجمًا من على إحدى الذبائح لتنفرد بها دون غيرها، ويزداد هذا السلوك شيوعًا خلال فصول السنة المثلجة أو الأكثر جفافًا، وفي هذه الفترة يُلاحظ تراجع نسبة صيد العقبان لطرائدها المعتادة، والاستعاضة عنها بالحيوانات النافقة أو بأخرى غير مألوفة، غالبًا ما تكون ضخمة، من شاكلة صغار الماعزيات وأيائل الرنة، كما أن هناك تقريرًا موثقًا وحيدًا يُفيد بقيام إحدى العقبان الذهبية بالفتك بديسم دب بني. أظهرت إحدى الأبحاث في ولايتيّ مونتانا وتكساس الأمريكيتين، أن الفرد من العقبان الذهبية يحتاج إلى حوالي 1,5 كيلوغرامات من اللحم يوميًا ليستطيع البقاء، على الرغم من أنها قادرة على البقاء دون غذاء في أوقات الشدّة لفترة تصل إلى قرابة خمسة أسابيع.

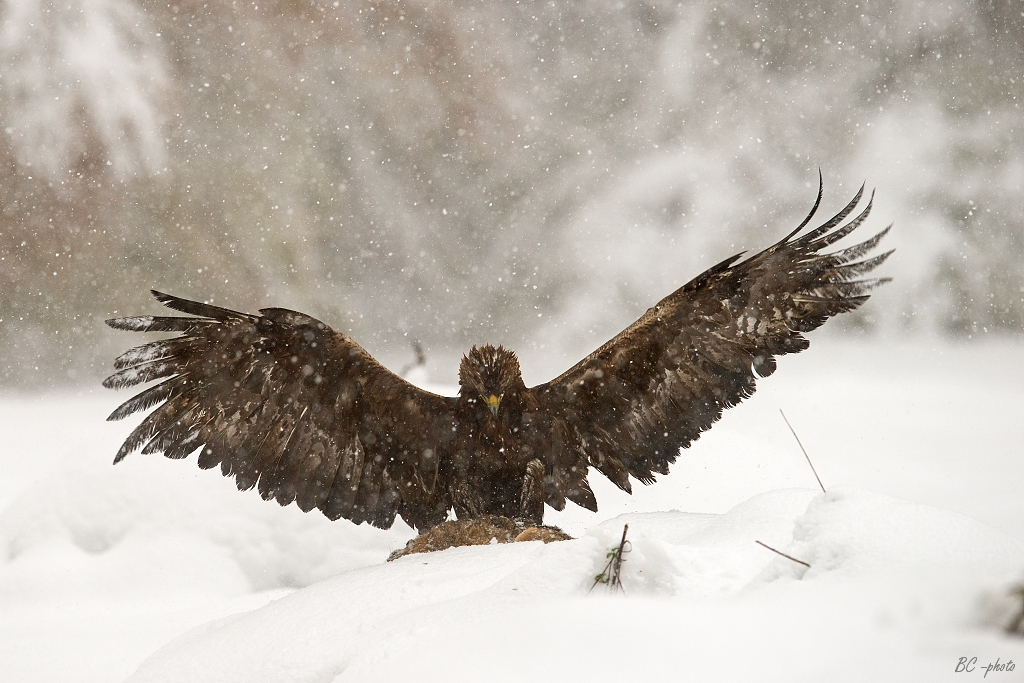
عقاب ذهبية تهبط على أرنب برية أوروبية.

تصطاد العقبان الذهبية منفردةً أغلب الأحيان، وأساليبها في ذلك مكيفة لتتناسب مع حال الطقس، ففي الأيام الصاحية والمشمسة، غالبًا ما تقوم بالتحويم على ارتفاعات شاهقة لفترة طويلة، أو تنزلق على ارتفاع منخفض كالبيزان، حتى تلمح طريدة ما فتجفلها وتنقض عليها. أما في الأيام الممطرة، فهي تكمن منتظرة من على مجثمها حتى تمر فريسة محتملة، فتطير نحوها مسرعة أو تنقض عليها وقد طوت أجنحتها بشكل جزئي، وتثبتها على الأرض بمخالبها، أو تمسك بها خلال إقلاعها، بالنسبة للطيور. تفتك العقبان الذهبية بطريدتها بأساليب مختلفة، لكن الأسلوب الأكثر شيوعًا هو ضربها على ظهرها عند الانقضاض لكسر عمودها الفقري، والإمساك برأسها لشل حركتها، وفي بعض الأحيان يُقدم الطائر على نقر طريدته من قفا عنقها حتى يقطع شراينها الحيوية. أما بالنسبة للفرائس الضخمة شديدة المقاومة، فإن العقاب تهاجمها عدّة مرات حتى تنهكها، أو تبقى متمسكة بها حتى تموت من شدة النزيف، وفي هذه الحالة فإنها تعمتد على جناحيها لتوازنها أثناء انتفاض الطريدة.
تختلف نسبة النجاح في الصيد بين العقبان الذهبية اليافعة وتلك البالغة، فالعقبان اليافعة غير البالغة جنسيًا تفتك بأرنب برية وحيدة من أصل عشرين كمعدّل، لكن مع تقدمها بالسن وازدياد خبرتها، تصبح قادرة على قتل طريدتها وانتشالها أثناء عدوها. تفقد العقبان الذهبية اهتماها بالطريدة بحال أبدت الأخيرة مكرًا وسرعةً في الهرب، وغالبًا ما يكون هذا الحال مع بعض فرائسها من الطيور، من شاكلة التدرج والطهيوج. تقتات العقبان الذهبية على طريدتها في موقع قتلها غالبًا، وفي موسم التزاوج تحملها إلى عشها لتطعم فراخها، وبحال كانت الطريدة ضخمة يفوق وزنها وزن الطائر، فإنها تنتزع منها كتلاً من اللحم وتأكل بعضه الآخر، حتى يُصبح بإمكانها رفعها، ويُلاحظ عودة العقاب إلى ذبيحتها مرارًا وتكرارًا بحال كانت الأخيرة كبيرة بما يكفي.

### التناسل

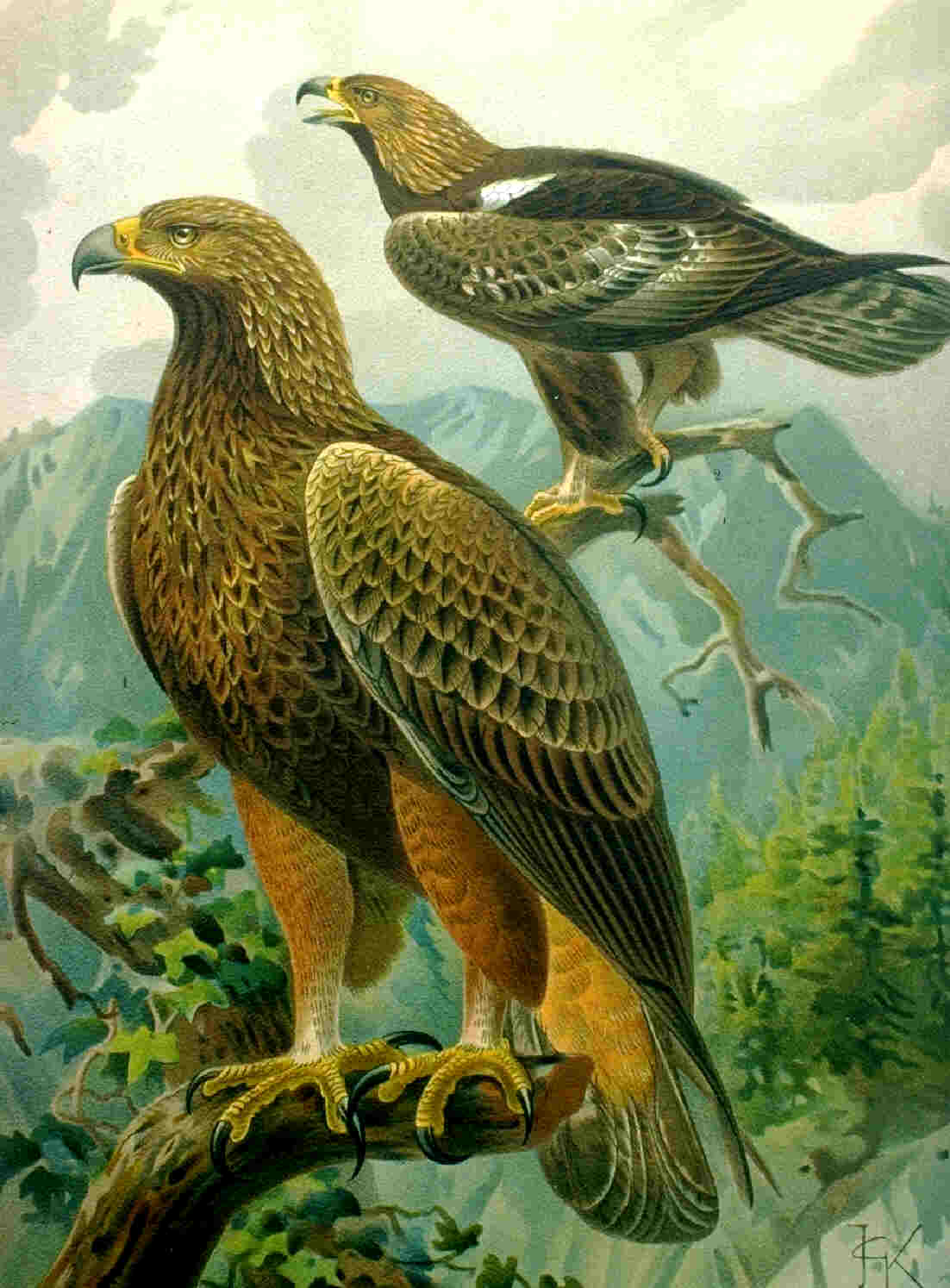
رسم لزوج من العقبان الذهبية.

تصبح العقبان الذهبية قادرة على التناسل عندما تبلغ عامها الرابع أو الخامس، وفي بعض الأحيان فإنها تتزاوج قبل أن تكتسي بريش الطيور البالغة كليًا، كما لوحظ عند عدد من الإناث، التي عُثر عليها تحضن بيضًا في أعشاشها ولمّا تفقد كل ريشها الأبيض بعد. والعقبان الذهبية طيور أحادية التزاوج، أي أنها تكتفي بشريك واحد طيلة حياتها، أو لفترة طويلة من الزمن على الأقل، وهي تبني عدد من الأعشاش الضخمة داخل حدود حوزها، وتعود لاستخدامها سنة تلو الأخرى، إن بقي موقعها معزولاً ولم يتعرض لأي خطر سواء كان خطرًا بشريًا أم من مفترس آخر. يمتد موسم التزاوج من شهر فبراير حتى شهر أبريل، وخلال هذه الفترة يتفاخر الزوجان أمام بعضهما، ويقومان ببضعة حركات أو «رقصات» جويّة أثناء طيرانهما هي ما يُعرف باسم «عرض التزاوج» أو «التودد»، وفيها يقوم أحد الطائران بارتفاع إلى علوّ شاهق ومن ثم الغوص عموديًا نحو أليفه طاويًا جناحية حتى يمس طرفهما ذيله، ثم يُغيّر اتجاهه فجأة ويُعدّل من زاوية هبوطه حتى يعود إلى ارتفاعه السابق، ويُكرر العرض مرة أخرى. ومن أساليب التودد الأخرى التي تلجأ إليها العقبان الذهبية: مطاردة بعضها البعض، محاكاة هجوم ما، عرض مخالبها، والارتفاع سويًا ثم الدوان حول بعضهما البعض في دوامة. تبذل العقبان الذهبية جهودًا مضنيّة لحماية حوزها خلال موسم التزاوج، فلا تسمح لأي جارح آخر بدخوله، سواء كان عقابًا من بني جنسها من نوع آخر، خوفًا من أن يُقدم على الفتك بفراخها، أما بحال تعرّض الزوج من العقبان للإزعاج البشري، فإنها نادرًا ما تحاول طرد الإنسان من حوزها، بل تقوم بهجر الموقع نهائيًا.

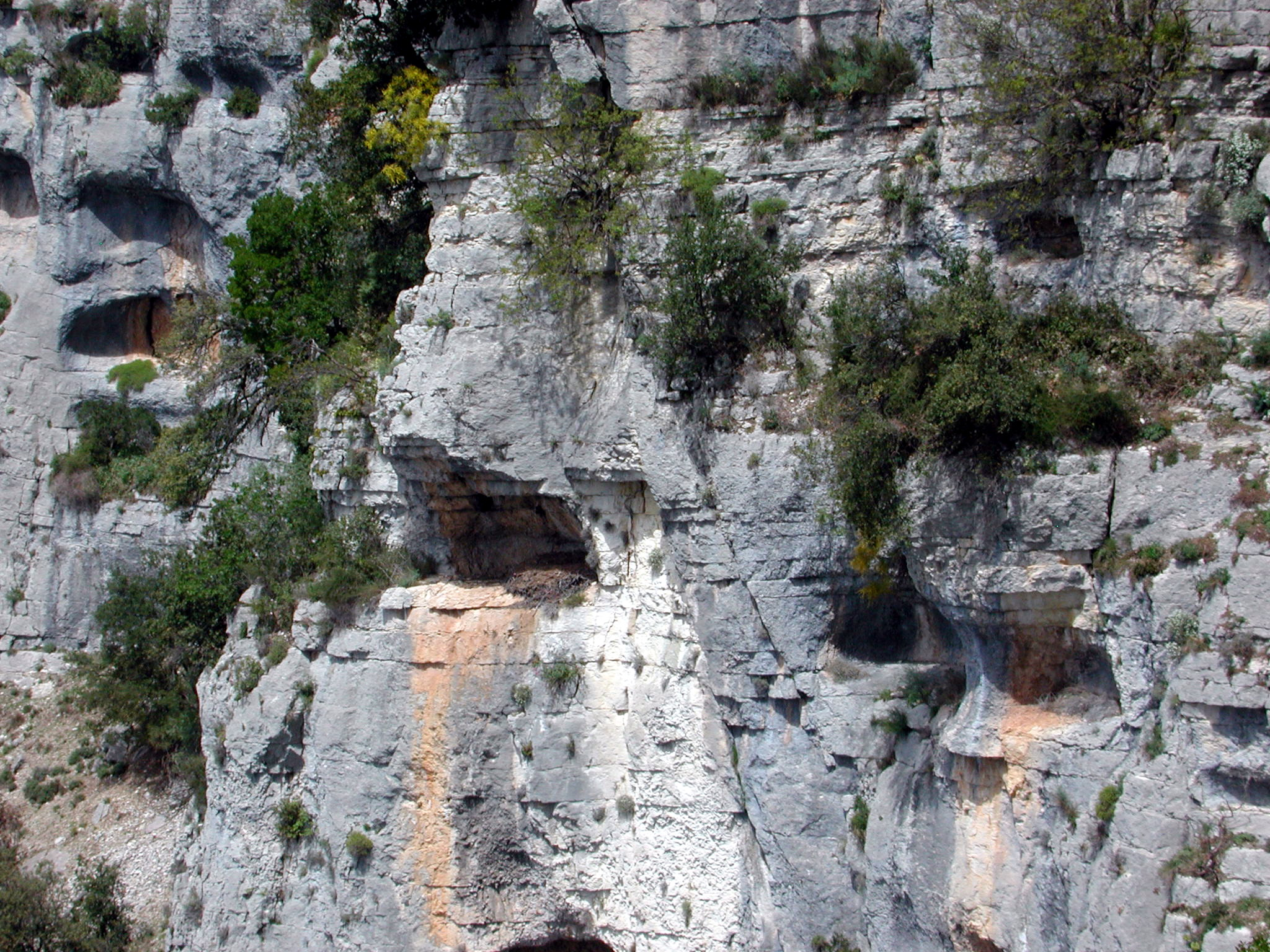
عش (وكر) عقابان ذهبيان على جرف صخري شاهق في وادي سيانيه في الألب البحرية، فرنسا.

تستمر العقبان الذهبية ببناء أعشاشها وترميمها على مدار السنة، لكن ذروة هذا النشاط هي خلال الفترة الممتدة من أواخر يناير حتى أوائل مارس، وقد يصل عدد الأعشاش التي تستخدمها العقبان بصورة متعاقبة إلى إثنا عشر عشًا، لكن معدلها الطبيعي يتراوح بين اثنين وثلاثة في العادة. وتبني العقبان الذهبية أعشاشها في المعتاد من أغصان وتقيمه على الأجرف أو الصخور أو في الأشجار العتيقة أو على بعض المنشآت البشرية غير المأهولة، مثل عواميد وأبراج الأسلاك الهاتفية والطواحين القديمة، وإذا ما أعيد استخدام العش خلال عدّة مواسم متعاقبة، فقد يغدو بحجم هائل جدًا، فقد يصل في ارتفاعه إلى المترين (6 أقدام) وفي قطره إلى متر ونصف (5 أقدام)، ويُمكن الاستدلال على قِدم العش أيضًا من خلال بقايا عظام الذبائح فيه. لوحظ تفضيل هذه الطيور لأنواع معينة من الأشجار عند بنائها أعشاشها، تختلف باختلاف المنطقة التي تقطنها، ففي أوراسيا تفضّل أشجار الصنوبر والأرزيات والحور الرجراج والقضبان والشوح، بينما في أمريكا الشمالية تفضل الصنوبريات الصفراء وصنوبر دوغلاس. تنتقي العقبان موقع تعشيشها بعناية، فهو من جهة يجب أن يكون مكشوفًا بشكل يسمح لها بالطيران بحريّة ورؤية أي خطر محدق وأي طريدة محتملة، ومن جهة أخرى يجب ألا يكون عرضة لأشعة الشمس والرياح العاتية التي من شأنها أن تؤثر على نمو الفراخ، أما ارتفاع العش عن الأرض فلا تبدي له العقبان أي أهمية، حيث يمكن أن تبنيه على العشب بحال انعدام الأشجار أو الأجراف، أو على ارتفاع 107 أمتار كحد أقصى، بحال تواجدها. عادةً ما تبني العقبان الذهبية أعشاشها في وسط الأشجار الضخمة أو في مركز قمتها، حيث تسمح الأغصان الغليظة والعريضة وجود هكذا بناء ضخم ثقيل الوزن. تبطّن العقبان الذهبية عشها بالعشب ولحاء الأشجار والطحالب، وتضع على أطرافه أغصان صنوبر خضراء، أو غيرها من الأشجار والشجيرات الخشبية، وذلك على العكس مما تفعله أقاربها من العقبان المسرولة والبيزان. تستخدم هذه الطيور في بعض الأحيان فراء وريش طرائدها لتبطن العش وتؤمن بعض الدفء لفراخها، وهي تستمر بتنظيفه على الدوام، قبل وضع البيض وحتى مغادرة الفراخ، وتستمر بترميمه وإصلاحه، وقد تستخدمه بعض العصافير الصغيرة لبناء أعشاشها بين ثناياه.

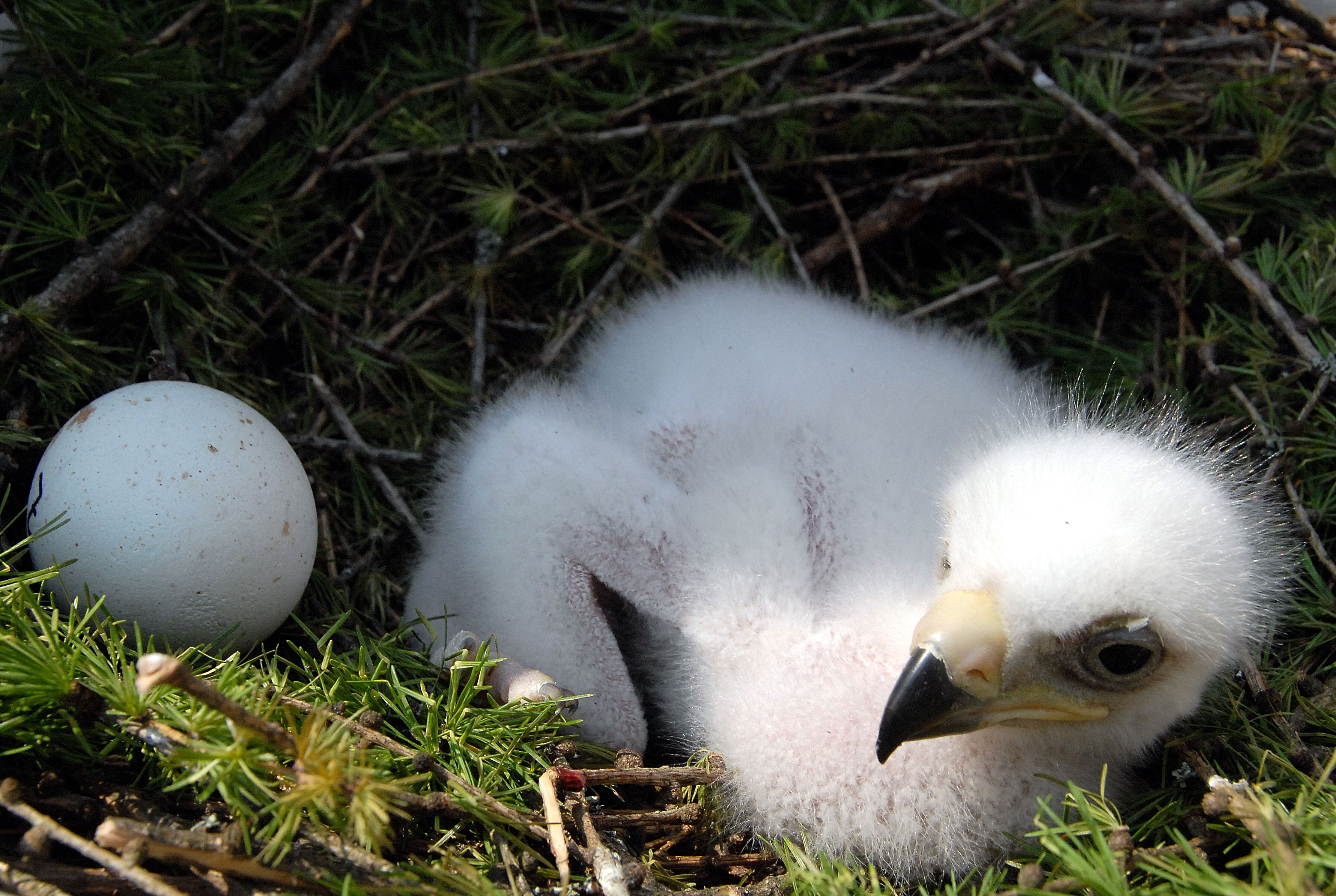
فرخ حديث الفقس وبجانبه بيضة لمّا تفقس بعد.

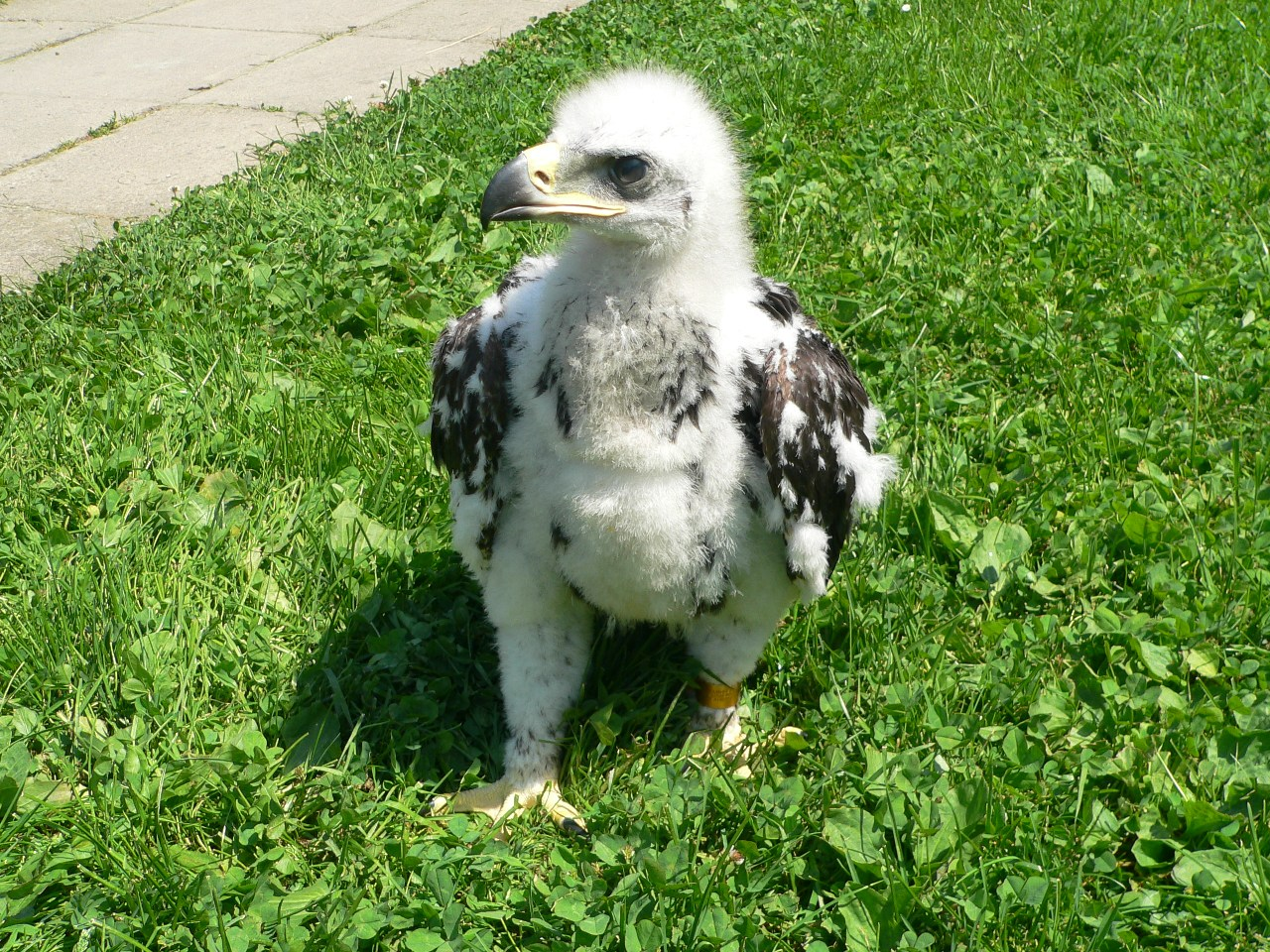
فرخ يُريّش لأول مرة، لاحظ استبداله الريش البني المذهّب على الجناحين والصدر، بالزغب الأبيض.

تختلف فترة وضع البيض باختلاف المنطقة التي تقطنها العقبان وظروفها المناخية، فهي تبدأ خلال النصف الأول من شهر ديسمبر في عُمان، في حين أنها تتأخر حتى منتصف يونيو في شمالي ألاسكا وسيبيريا. يتراوح عدد البيض في الحضنة بين بيضة واحدة وأربع بيضات، وفي الغالب بيضتان، تضعها الأنثى على دفعات خلال فترة تتراوح بين 3 و4 أيام. يصل حجم البيضة الواحدة إلى (68-89) × (51-66) مليمتر، ويتناوب الأبوان على رخم البيض طيلة فترة تتراوح بين 40 و45 يومًا، ولو أن نصيب الأنثى في الرخم غالبًا ما يفوق نصيب الذكر. تفقس الفراخ وهي مكسوّة بزغب أبيض رقيق، ويُبدي أكبرها عدائية شديدة تجاه شقيقه أو أشقائه منذ أيامها الأولى على الدوام، وفي الغالب تكون هذه العدائية سببًا في بقاء هذا الفرخ وحده ونفوق الباقين، حيث يقوم بنقرها وعضها ودفعها خارج العش ويهيمن عليها عندما يُحضر الأبوان الطعام، ونتيجةً لهذا ينمو الفرخ الأكبر بسرعة عظيمة، فيما يتأخر نمو شقيقه أو أشقائه، وتنفق جوعًا في نهاية المطاف، وتدل الدراسات أن ما بين 50 و80% من فراخ العقبان الذهبية ثانوية الفقس لا تنجو وتموت بعد أسبوعين من ولادتها. يقوم الذكر بإحضار الطعام إلى العش خلال الأسابيع الأولى من ولادة الفراخ، بينما تبقى الأنثى تحضنها وتدفئها، وتتولى إطعامها عبر تقطيع الطريدة إلى أقسام صغيرة ومناولتها إياها، وما أن تكبر الفراخ بعض الشيء وتصبح قادرة على إطعام نفسها، حتى تقوم الأنثى بمشاركة الذكر في الصيد. تغادر الفراخ عشها الأبوي بعد حوالي 3 أشهر من فقسها، لكنها تبقى داخل حدود حوز أبويها لفترة طويلة من الزمن تختلف من منطقة لأخرى، ففي إسكتلندا وشبه الجزيرة الاسكندناڤية تمتد هذه الفترة حتى شهر أكتوبر من عامها الأول، وفي جبال الألب وبعض المناطق الأخرى تمتد طيلة الشتاء وحتى أوائل الربيع. العقبان الذهبية طيور تعمّر طويلاً، إذ يصل أمد حياة الفرد منها في البرية إلى 23 سنة، لذا فإن حتى الجمهرات ذات أقل معدلات الخصوبة تبقى أعدادها مستقرة، وقد تم توثيق بضعة حالات فاق فيها عمر الطائر الأمد المفترض، وأبرزها حالة إحدى عقبان السويد، الذي عاش حتى بلغ 32 عامًا، فاعتبر أكبر عقاب ذهبية برية سنًا، أما في الأسر فيمكن للعقاب الذهبية أن تعيش حتى تبلغ 50 عامًا.

## بيئوية النوع والحفاظ عليه

### الأعداد

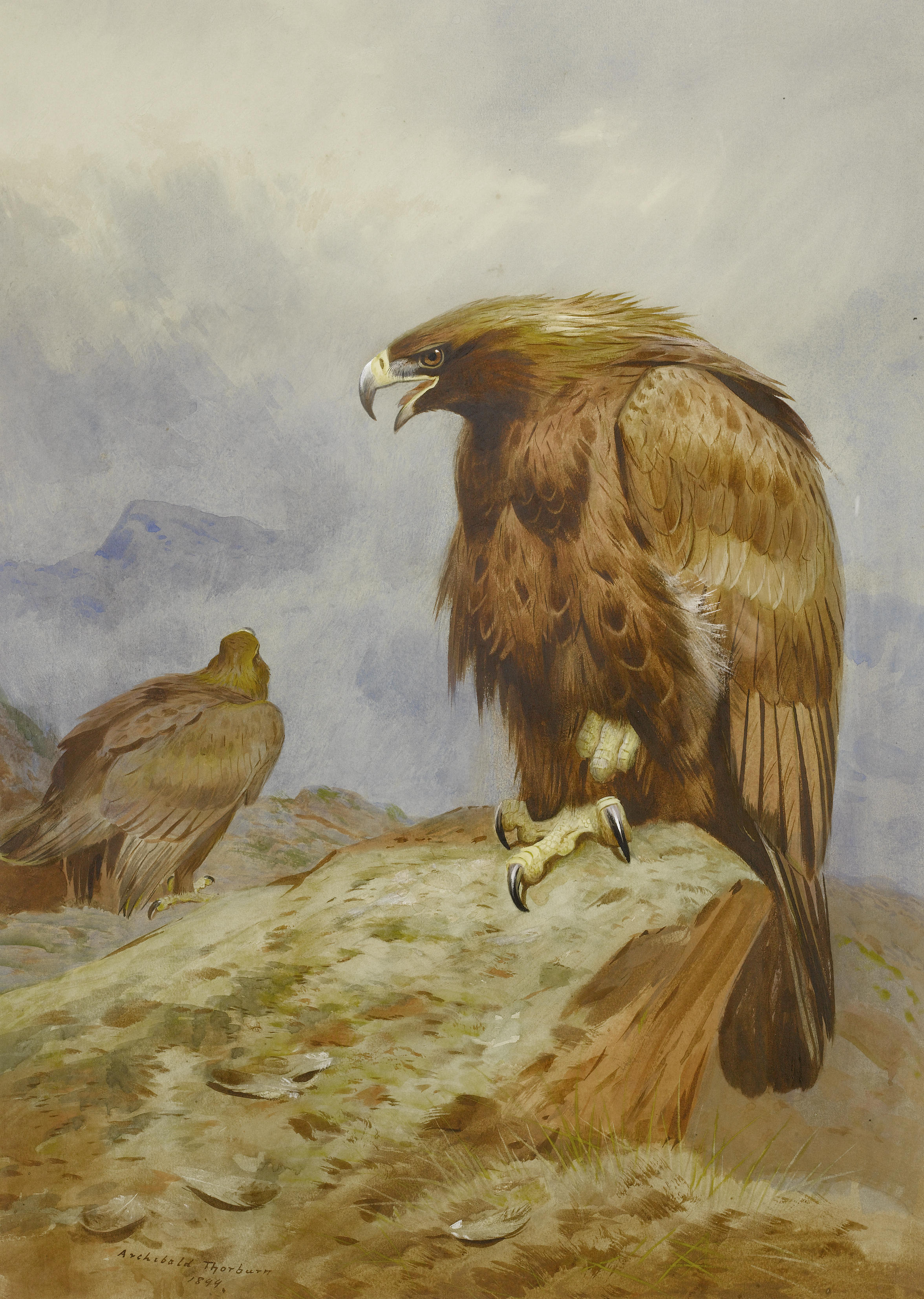
رسم لعقابين ذهبيتين في منطقة جبلية، بريشة أرتشيبالد ثوربيرن.

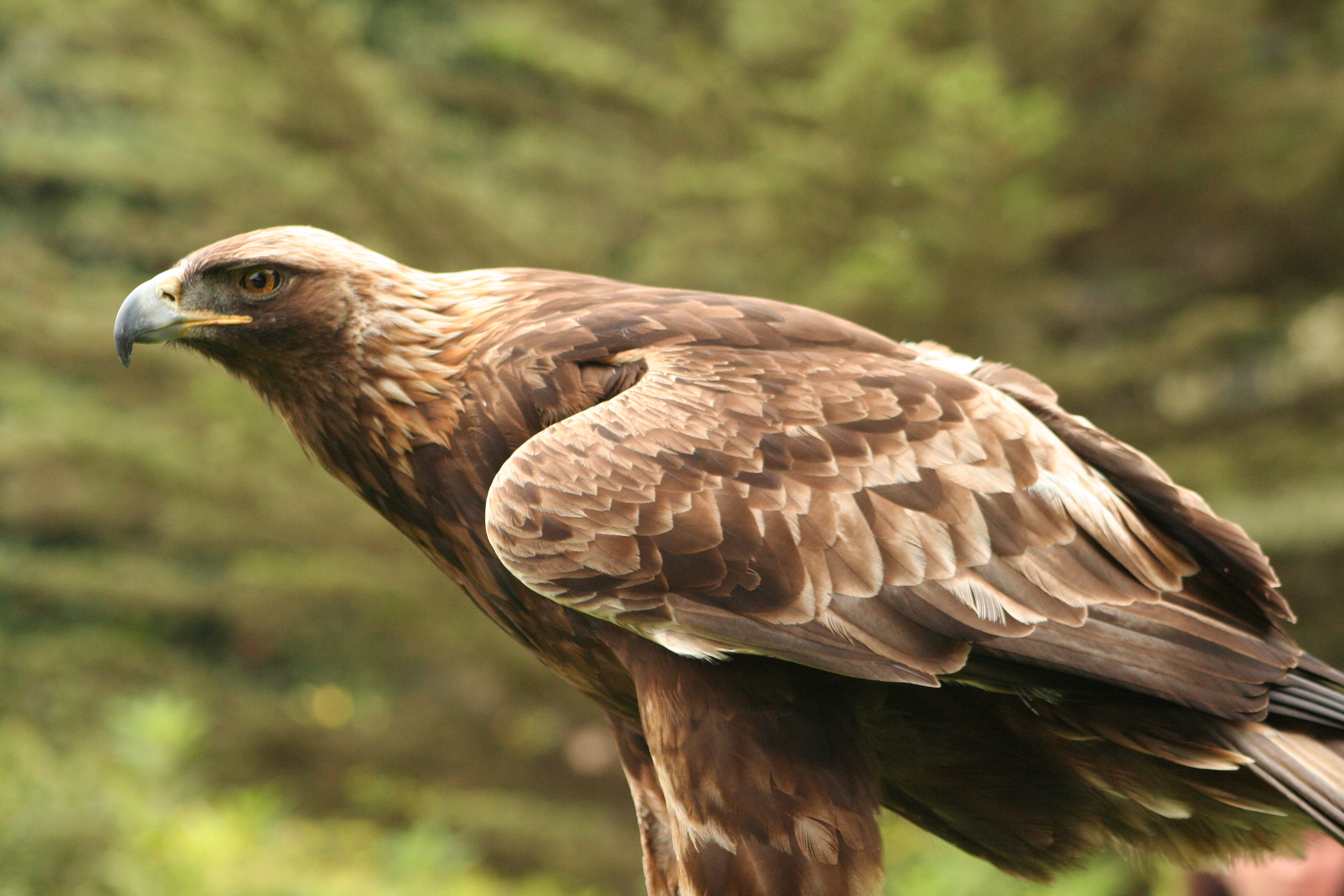
عقاب ذهبية.

على الرغم من أن العقاب الذهبية هي أكثر العقبان الكبيرة انتشارًا وعددًا في نصف الكرة الشمالي، فإن أعدادها تدهورت في بعض أنحاء موطنها، واستحالت طيورًا جبلية في السواد الأعظم منه، وفي بعضه الآخر تراجعت إلى التندرا والسهوب الجرداء. يقول بعض الخبراء وعلماء البيئة، أن عدد هذه الطيور في العالم اليوم يصل إلى حوالي 170 ألف فرد، يتراوح عدد الطيور الأوروبية منها بين 6,5 و7500 فرد فقط. أكبر جمهرات العقبان الذهبية في أوروبا هي تلك قاطنة إسبانيا (ما بين 1277 و1294 زوج، وفقًا لإحصائيات سنة 2002)، تليها النرويج (ما بين 862 و1042 زوج، إحصاء سنة 2003)، ثم إيطاليا (أكثر من 500 زوج وفق إحصاء سنة 2001)، ثم روسيا (حوالي 500 زوج وفق إحصاء سنة 2001، في القسم الأوروبي)، ثم فنلندا (ما بين 410 و430 زوج، إحصاء سنة 2003)، ثم فرنسا (ما بين 390 و460 زوج، إحصاء سنة 2002)، ثم النمسا (ما بين 300 و350 زوج، إحصاء سنة 2002)، ثم ألمانيا وسويسرا (ما بين 30 و310 زوج، عام 1996). أما في أمريكا الشمالية، فيُقدّر عدد العقبان الذهبية فيها بما بين 25 و50 ألف زوج.
حصل أكبر تراجع في أعداد العقبان الذهبية في أوروبا الوسطى، حيث انحصرت هذه الطيور اليوم في جبال الأپينيني والألب والكاربات، وفي بريطانيا أظهرت آخر الإحصاءات من عام 2003 أن هناك 442 موقعًا مستخدمًا للتعشيش، وفي إحصاء أقل شمولية جرى عام 2007، تبيّن أن هناك حفنة عقبان ذهبية أخرى إلى جانب الجمهرة الرئيسية التي أظهرها الإحصاء السابق، تعيش في جنوب إسكتلندا وشمال إنگلترا، وبالتحديد في منطقة البحيرات بإقليم كامبريا. انقرضت العقبان الذهبية في إيرلندا بحلول عام 1912 بفعل الصيد وغيره من أشكال الاضطهاد التي لحقت بها، ومع بداية عام 2001، شرع البيئيون بإعادة إدخالها إلى البلاد، فأطلقوا سراح بضعة أزواج في منتزه گلينڤيغ الوطني بمقاطعة دونيگال، وفي شهر أبريل من عام 2007، فقس أول فرخ بري في المنتزه والبلاد، منذ أكثر من قرن. أما في أمريكا الشمالية، فوضع هذه الطيور ليس بسوء حال أخواتها في أوروبا، لكنه من الواضح حصول تراجع في أعدادها، والسبب الرئيسي في ذلك هو تدمير موائلها الطبيعية، الذي كان قد سبق وأن أرغم بعض الجمهرات على النزوح من مساكنها إلى مناطق أخرى خلال القرن التاسع عشر، كذلك لعب التسمم بالكلوريد العضوي والمعادن الثقيلة دورًا في تراجع أعدادها خلال القرن العشرين، قبل أن تقوم الحكومتين الأمريكية والكندية بفرض قيود مشددة على استخدامها. تُعتبر العقبان الذهبية من الأنواع المحمية في الولايات المتحدة وفقًا لما جاء في قانون حماية العقبان الرخماء والذهبية (بالإنگليزية: Bald and Golden Eagle Protection Act) من عام 1940.
أظهرت بعض الإحصاءات الخاصة ببعض الأقاليم في روسيا، أن أعظم كثافة لهذه الطيور هي في القسم الغربي من البلاد، حيث تتراوح بين 5 و10 أزواج في كل 1000 كلم²، وأن أكبر جمهراتها هي تلك قاطنة جبال الأورال (حوالي 350 زوجًا، إحصاء سنة 1998)، تليها جمهرة شمال القوقاز (ما بين 60 و80 زوجًا، خلال الفترة الممتدة بين عاميّ 1988 و1997)، ثم جمهرة جبال ألطاي (أكثر من 100 زوج، إحصاء سنة 1996). أما في باقي المناطق، مثل إقليم الڤولغا المركزي وجنوب سيبيريا، فقد أفاد عدد من علماء الطيور أن العقبان الذهبية تختفي تدريجيًا، على الرغم من أنها ما زالت تُشاهد بين الحين والآخر وهي تبني أعشاشها وتحضن فراخها.
في أواخر الثمانينات كان هناك من 45 إلى 50 زوج في فلسطين التاريخية، 28 زوج في شرق صحراء النقب وإيلات و11 زوج في صحراء الضفة الغربية، وزوجين في منطقة البحر المتوسط، ومنذ ذلك الحين انخفضت الأعداد لتصل بين سبعة إلى عشرة أزواج

### أسباب التراجع
أخذت أعداد العقبان الذهبية، وغيرها من الضواري من شاكلة الذئاب والدببة والأوشاق، أخذت بالتراجع بشكل متواتر في أوروبا الغربية منذ القرن السابع عشر، وسرعان ما حصل نفس الأمر مع الجمهرات الأمريكية الشمالية، ويرجع هذا إلى تدخّل الإنسان وما سببه من تحوير في مواقع سُكناها فضلاً عن الاضطهاد الذي لحق بها، إن كان بقتلها أو بوضع السم لها، للزّعم بأنها خطر كبير على القنائص والحملان. اختفت العقبان الذهبية كنتيجة لهذا الأمر من أغلب براري ألمانيا بحلول عام 1750، ومن أهم المناطق التي اندثرت فيها في ذلك الوقت: غابة تورينغن، وجبال الركاز، وبحول القرن التاسع عشر كانت قد اختفت من عدّة مناطق أخرى، أبرزها: الألب الشوابيّة، ثم من الغابة السوداء وسلسلة جبال إيفيل عام 1816، ومقاطعة تسيليه قرابة عام 1840، وسلسلة الهضاب الفلمنكية البوريّة سنة 1860، وفي مكلنبورغ سنة 1865، ثم بروسيا الشرقية سنة 1870، ثم براندنبورغ سنة 1876، فپوميرانيا سنة 1887. أما في أمريكا الشمالية، فقد تعرضت العقبان الذهبية للذبح بلا هوادة خلال الفترة الممتدة بين عاميّ 1940 و1960، حيث قُتل ما يزيد عن 20 ألف طائر في جنوب غرب الولايات المتحدة وحدها، كذلك لعبت أسلاك التوتر العالي دورًا في تراجع أعداد هذه الطيور، وما زالت، الأمر الذي يُجبر السلطات المختصة على تغليف تلك الأسلاك بعوازل لحماية الجمهرات الباقية من العقبان. وعلى الرغم من أن هذه الطيور تحظى اليوم في الولايات المتحدة وأوروبا بحماية قانونية كاملة، إلا أن الصيد ما زال يُعتبر السبب الرئيسي وراء تراجع أعدادها.
عانت العقبان الذهبية بشكل كبير خلال عقديّ الخمسينيات والستينيات من القرن العشرين بسبب انتشار استخدام مبيدات الآفات وبشكل خاص مبيد ثنائي كلورو ثنائي فينيل ثلاثي كلورو الإيثان، بين أيدي المزارعين، فقد تبيّن أن لهذه الأخيرة تأثير مدمّر على جمهرات الطيور الجارحة بشكل عام، فقد كانت تنتقل إليها عبر الطرائد، وبشكل خاص القوارض، الملوثة بها أجسادها، وبما أن العقبان الذهبية تقبع على قمة السلسلة الغذائية في موطنها الطبيعي، فإن نسبة استهلاكها لتلك الطرائد كانت مرتفعة بطبيعة الحال، فكان أن تكدست تلك المواد بجسدها بكمية كبيرة، وقد أثّر هذا الأمر سلبًا على نسبة نجاة فراخها، فالمواد الكيميائية كانت تجعل من قشرة البيض رقيقة وهشة، فلا تستطيع أن تحضن الفرخ لفترة كافية تسمح باكتمال نموه، فكان القسم الأكبر من البيض يتكسر أو يفسد. وقد استمرت جمهرات العقبان الذهبية وغيرها من الجوارح تتراجع إلى أن تم حظر استخدام تلك المبيدات الخطرة في معظم أنحاء العالم، فعادت أعدادها لتتعافى في الكثير من أنحاء موطنها.
تُعتبر وفرة الطرائد من العوامل المهمة الأخرى التي تلعب دورًا في التحكم بأعداد العقبان الذهبية، فقد لوحظ في ولاية أيداهو الأمريكية اقتيات العقبان الذهبية على الأرانب البرية سوداء الذيل (Lepus californicus) بشكل حصري تقريبًا، وأن جمهرتها تزدهر كل 7 إلى 12 سنة، أي خلال الفترة التي تشهد انفجارًا في أعداد الأرانب البرية، ثم تعود لتنخفض مع انخفاض أعداد الأخيرة. كذلك تبين أنه في المرتفعات المحيطة بنهر إيرتيش، الممتد عبر روسيا وكازاخستان ومنغوليا والصين، حيث تكثر المراميط الرمادية (مرموطين كل 100-120 كلم²)، فإن كثافة العقبان الذهبية تبلغ 10 أضعاف تلك قاطنة الأماكن المنخفضة حيث تقل المراميط (مرموط واحد كل 1000 كلم²). أخيرًا، فإن استصلاح الأراضي يُعتبر سببًا بارزًا لتراجع أعداد هذه الطيور، إذ أنها تتفادى المستعمرات والموائل البشرية على الدوام، ولا تطيق التعشيش بالقرب منها، وإن حصل وازداد العمران في إحدى المناطق بحيث امتدت لتبتلع بعض الموائل الطبيعية، فإن العقبان الذهبية ستكون أول الحيوانات التي تهجرها.

### الحماية

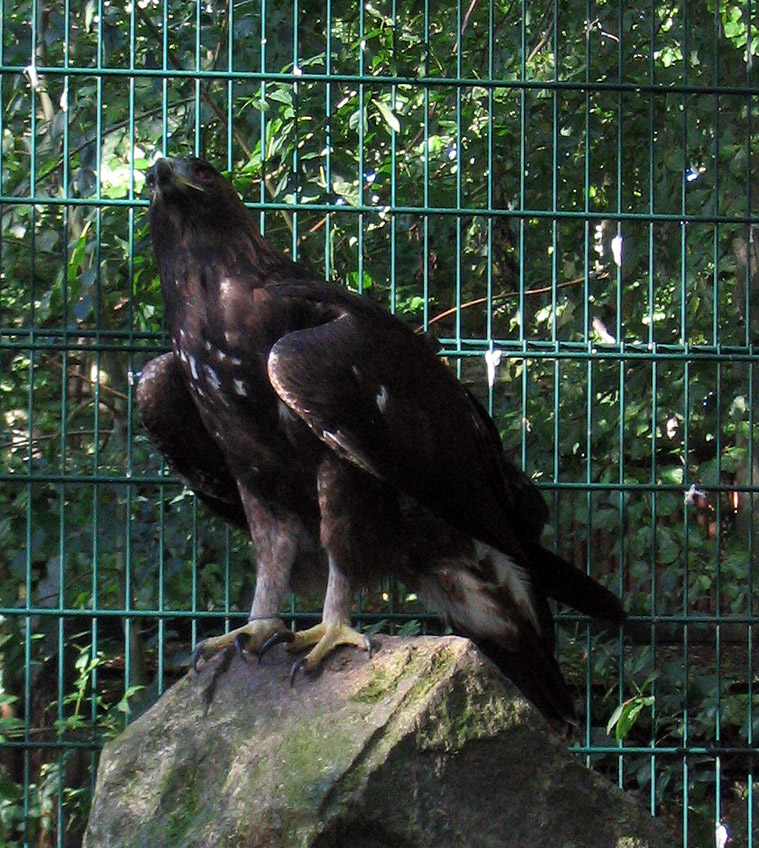
عقاب ذهبية في الأسر.

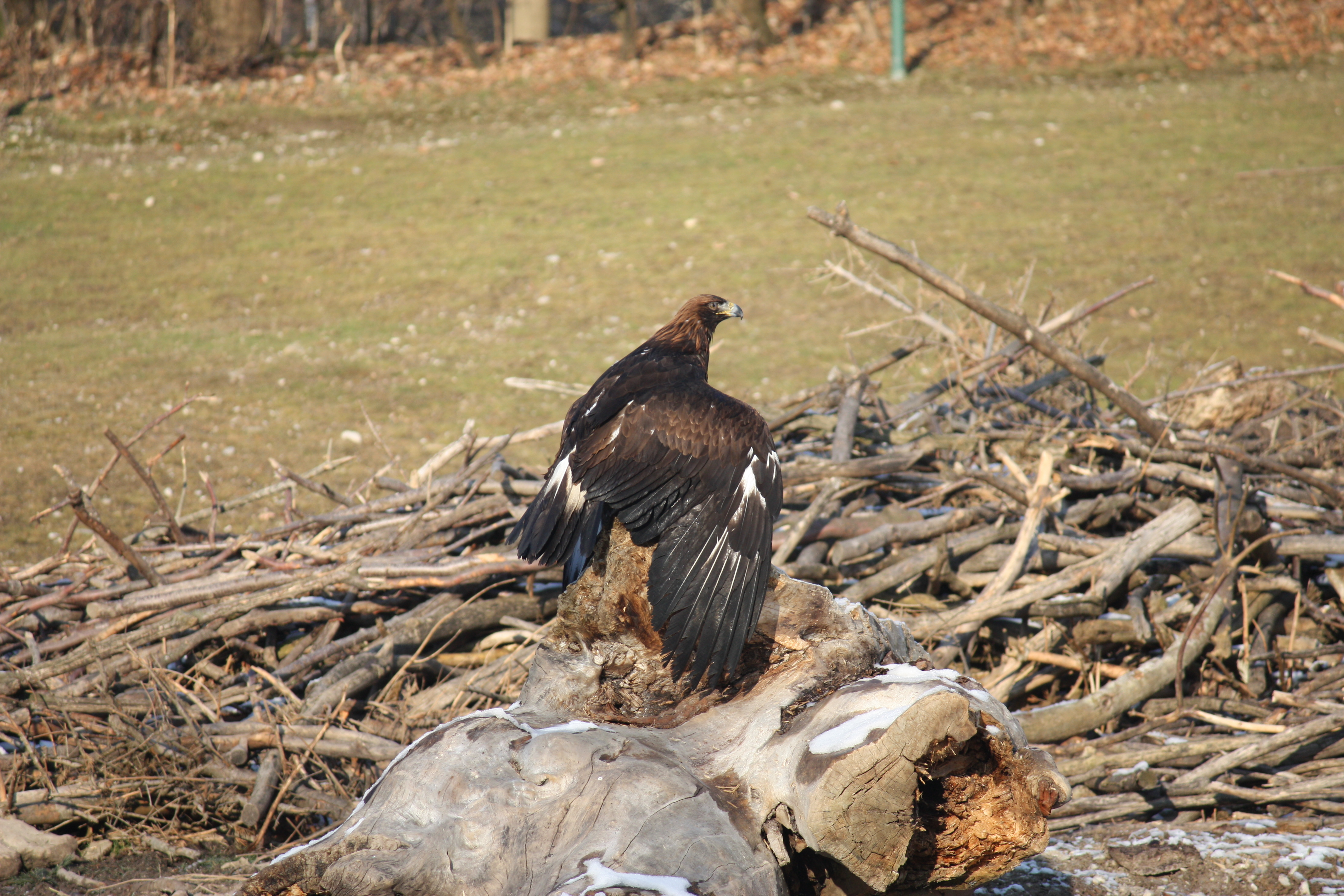
عقاب ذهبية في حديقة حيوانات ميونخ.

على الرغم من أن العقبان الذهبية أصبحت من الطيور النادرة في عدد من الدول التي تقطنها، إلا أن أعدادها مستقرة، وما زال النوع ككل يُعتبر غير مهدد بالانقراض وفقًا للقائمة الحمراء التابعة للاتحاد العالمي للحفاظ على الطبيعة. تحظى العقبان الذهبية بالحماية القانونية على المستوى المحلي لكثير من البلدان، وعلى المستوى الدولي عبر المعاهدات المُبرمة بين عدد منها، فعلى سبيل المثال يحظر الإتجار بهذه الطيور أو بأعضائها بأي شكل من الأشكال، كونها مضمنة مع الأنواع المذكورة في اتفاقية حظر الاتجار بالأنواع المهددة، في الملحق الثاني منها، أي مع تلك الأنواع غير المهددة بالانقراض، ولكن يُحتمل تعرُضها له بحال لم تتم حمايتها من التجارة بأعضائها، وبناءً على هذا فقد أبرمت بعض الدول، التي تهاجر العقبان منها وإليها، أبرمت بعض الاتفاقيات لتحظى تلك الطيور بنفس الحماية فيها كلها، ومن تلك الدول: روسيا، والهند، وكازاخستان، والولايات المتحدة، وكوريا الشمالية. وقد طالبت روسيا وكازاخستان بإدراج جمهراتها من العقبان الذهبية مع الأنواع المذكورة في الملحق الثالث من اتفاقية حظر الاتجار بالأنواع المهددة، أي مع الأنواع التي تتعاون أكثر من دولة على حمايتها من الانقراض. كذلك، أصدرت كل من الولايات المتحدة، وروسيا البيضاء، ولاتڤيا، ولتوانيا، وبولندة، وأوكرانيا، قوانين تمنع امتلاك تلك الطيور أو التجارة بأفراد حية أو ميتة منها، أو بفراخها وبيضها. من أبرز المواقع العالمية التي يمكن العثور فيها على جمهرات من العقبان الذهبية البرية: منتزه دينالي الوطني في ألاسكا، ومنتزه جزر القنال الوطني قبالة شواطئ كاليفورنيا، والمنتزه السويسري الوطني في سويسرا، ومنتزه گلينڤيغ الوطني في أيرلندا، وعدد من المواقع في روسيا، كذلك تحتفظ بعض حدائق الحيوان بأزواج من العقبان الذهبية، لكن الأخيرة قلّما تفرّخ في الأسر.

## في الثقافة البشرية

### في الصيد
دُجّنت العقبان الذهبية واستخدمت في الصيد منذ القرون الوسطى، ففي آسيا كانت الشعوب المرتحلة من كازاخ وقرغيز ومغول وترك تستخدم هذه الطيور في صيد ضروب مختلفة من القنائص، من شاكلة الثعالب الحمراء، الأيائل، ظباء السايغا، الغزلان، الأرانب البرية، والذئاب. أما في أوروبا، فإن استخدام هذه العقبان في الصيد كان مقصورًا على الأباطرة والملوك فقط.

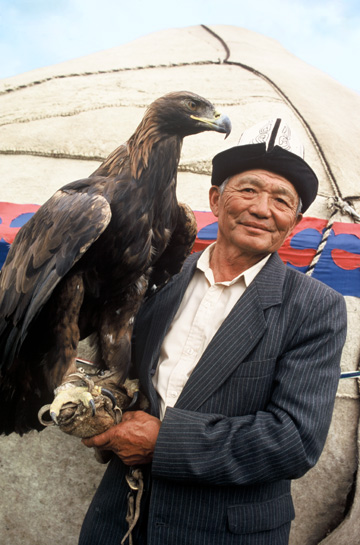
صقّار قرغيزي مع عقابه الذهبية المستأنسة.

أظهرت بعض النقوش الأثرية في منغوليا، أن فن الصيد بالعقبان قديم جدًا، وإنه بحسب الظاهر قد مورس من قبل بعض القبائل البدوية القديمة التي قطنت سهوب آسيا الوسطى خلال الفترة الممتدة بين القرنين السادس عشر والرابع عشر قبل الميلاد. وبحسب الظاهر، فإن شعوب آسيا الوسطى تناقلت تلك العادة منذ ذلك الزمن حتى الوقت الحالي، ومارسها جيل بعد جيل، وما زال بعض هؤلاء الناس يتّبع أساليب قديمة في تلقين أولادهم فن الصيد، فيبدأ الصبي بتدجين صُقير في بادئ الأمر يصطاد به العصافير، ثم يُعطى باشقًا أو بازًا، قبل أن ينتقل لترويض صقرًا حرًا أو شاهينًا، وإن أظهر الفتى مهارة في الترويض ومقدرة على إخضاع طائره، يُسمح له بتدريب عقاب ذهبية، تحت إشراف صقّار أكبر سنًا وأكثر خبرةً، وغالبًا ما يستمر تدريب العقاب على الصيد شهورًا أو حتى سنوات. يُطلق الكازاخ أسماءً مختلفة على العقاب تختلف باختلاف مرحلته العمرية، وفي هذا شبه بالأسماء التي تطلقها العرب على الصقور المستأنسة كلما بلغت مرحلة جديدة من العمر، فيُسمى العقاب في عامه الأول «بالاپان»، وفي عامه الثاني «كانتوبيت»، وفي عامه العاشر «برقين»، وفي عامه الحادي عشر «برشين»، وفي عامه الثاني عشر وما يليه «شوگل».

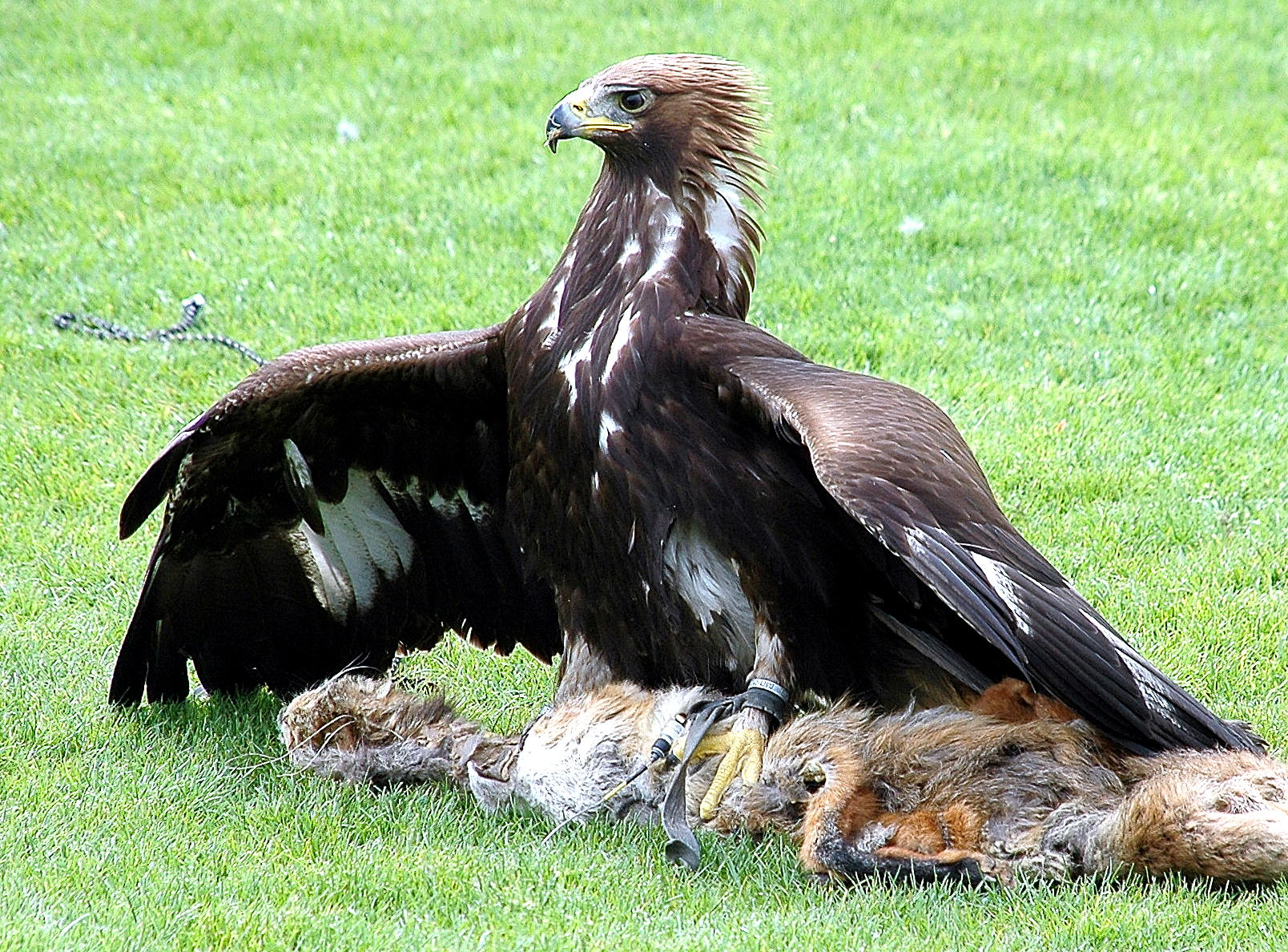
عقاب ذهبية تُدرّب على الصيد باستخدام ثعلب أحمر محنّط، في «حلبة العقبان»، كارينثيا، النمسا.

يُروّض العقاب وهو ما زال يافعًا، وفي أغلب الأحيان يُمسك الرُحّل بطائر غادر عش أبويه لتوّه ولمّا يُتقن الصيد إتقانًا تامًا بعد، فينصب الصقّار شباكًا في الموقع الذي شوهد فيه الطائر وهو يصطاد، وتوضع بداخل الشباك طريدة حيّة من شاكلة اليمام أو الحجل، ويعود الصقّار لتفقدها كل يومين، فإن عثر على العقاب أمسكها وأودعها في كيس قماشي كبير. بعد أن يُقبض على العقاب، تترك ليومين أو أكثر دون طعام، وخلال هذه الفترة يستمر الصقّار بالجلوس قرب قفصها ويتحدث إليها حتى تعتاد رائحته وصوته وتألفه، وبعد هذا تُطعم العقاب باليد لأول مرة، وغالبًا ما لا تتقبل ذلك، وتحتاج بضعة أيام أخرى حتى تعتاد فكرة أن البشر هم من يؤمن لها الغذاء، فتصبح أكثر طاعة. ثم يحين وقت تدريبها على الصيد الفعلي، فتُحمل إلى سهل مكشوف وعيونها مغطاة للتهدئة من روعها، وهناك يضع الصقّارون لحمًا في حيوان محنّط، ويربطونه بحبل ويجرونه، ثم يُكشف الغطاء عن رأس العقاب وتُطلق في أثر الحيوان حتى تمسك به، ومن الجدير بالذكر أن هذا كان يتم سابقًا باستخدام كلب مستأنس حي. بعد أن تمسك العقاب بالطريدة، يعود الصقّار وينتزعها منها ليضمن استمرار هيمنته عليها، فلو أدرك الطائر غريزيًا أن باستطاعته مقاومة سيده لقلّت استجابته لأوامره وقد يرفض طاعته بالمرّة، لذا يقوم الصقّار بحرمان العقاب من الطريدة، ويكافئها ببعض اللحم عوضًا عنها. كذلك، يتم تدريب العقبان الذهبية على امتطاء الخيل، فيصحبها الصقّار معه وهي قابعة على ذراعه، في رحلات طويلة على صهوة حصانه، حتى تعتاد الحركة السريعة وصوت الحوافر وهي تضرب الأرض، إذ أن معظم الصيد التقليدي في آسيا الوسطى ما زال يتم على ظهر الخيول. تصبح العقاب خاضعة تمامًا لسيدها بعد الكثير من التدريب والتعليم، فتعتاد وجوده بقربها وتفقد خوفها منه، ولا تعد تسعى للهرب والعودة إلى البريّة.
يعود سبب تدريب العقبان على امتطاء الخيل إلى أنها لا تقوى على مجاراة الحصان تحليقًا، على العكس من الصقور والجوارح الأصغر قدًا، لذا يصنع لها الصقّارون ما يُشبه الوكر الذي يستخدمه العرب لتجثم عليه الصقور المستأنسة، وهو عبارة عن وتد عريض ذو قمة مستديرة مغلفة بالجلد السميك ليقبع عليها الطائر، وتُركّب على سرج الحصان، وتُغطى أعين العقاب بقلنسوة صغيرة توضع على رأسه، كي يهدأ روعها أثناء التنقل مع صاحبها على صهوة جواده. فإن لمح الصقّار طريدة ما، يُزيل القلنسوة ويدفع بالعقاب عاليًا حتى تطير وتهاجم الطريدة، وعندما تفتك بها يُسارع لانتزاعها منها ويعوضها ببعض اللحم، قبل أن يُعيد تغطية عيناها وحملها على وكرها.

### في الدين والميثولوجيا
كانت العقبان الذهبية تعتبر طيورًا روحيّة وأحيطت بهالة من القداسة عند القبائل القديمة قاطنة جبال ألطاي، فقد كان الأطبّاء السحرة لتلك القبائل يعتقدون بالتواصل مع عالم الأرواح عبر تلك الطيور، ويزنيون ملابسهم بريشها، حيث كانوا يركزونها على أغطية رؤسهم وعلى أكتافهم. وقد تناقل الألطايويون عدّة أساطير حول هذه الطيور، منها ملحمتيّ «كوگوتاي» و«ألطاي-بوشان»، والأخيرة تروي قصة عقابان تحولا إلى عصفورين، وحصان تحوّل إلى عقاب بفعل الشعوذة، وقد قامت جميع هذه الحيوانات بإنقاذ بطل الملحمة من الموت، فساعدها على الانتقام مما حل بها كرد لجميلها عليه. وفي هذه الرواية أيضًا ذكر للصيد باستخدام العقبان، مما يدل على أن هذه العادة كانت شائعة عند سكّان الألطاي المستقرون، كما عند البدو الرحّل في السهوب.

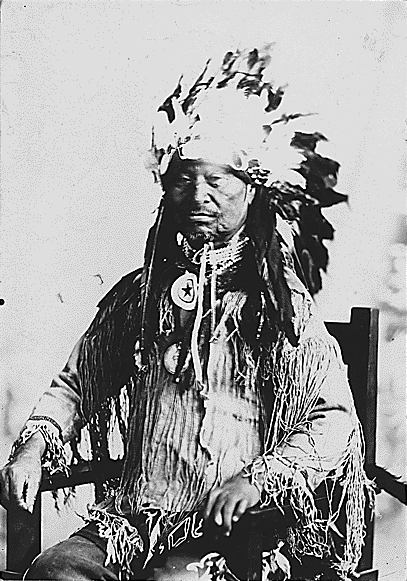
زعيم من قبيلة پوتاواتومي الأمريكية الأصلية يُزيّن رأسه بعدّة ريشات تعود لعقبان ذهبية.

لعلّ أكثر الثقافات الإنسانية تبجيلاً للعقبان الذهبية هي ثقافات بعض قبائل الأمريكيين الأصليين، فهذه الطيور كانت تعتبر كائنات مقدسة ذات طبيعة روحيّة، وتمثّل صلة الوصل بين عالم البشر وعالم الآلهة عند السكان الأصليين في الولايات المتحدة، وقبائل الأمم الأولى في كندا، بالإضافة لعدد من سكّان أمريكا الوسطى. وبلغ من شدّة إجلال وتبجيل بعض القبائل الأمريكية الأصلية للعقبان الذهبية، أن كانت تستخدم عظامها ومخالبها في طقوسها الدينية، ويُزيّن محاربيها وزعمائها رؤسهم بريشها، وقد كانت أهميّة الريش ورمزيته تُقارن بأهمية ورمزية صلب المسيح عند المسيحيين. وقد كان هؤلاء الناس يستخدمون الريش في تكريم المحاربين الذين حققوا إنجازات مهمة للقبيلة، وأظهروا مزايا محمودة مثل حسن القيادة والشجاعة والتصميم في أرض المعركة. كان الأمريكيون الأصليون يفضلون استخدام ريش العقبان اليافعة خصوصًا، بما أنه أكثر لمعانًا وحسنًا عند الناظر، لتزيين رؤوسهم، وكانوا يستعملون المخالب كتعويذات أو زينة للعنق والصدر أثناء أدائهم رقصاتهم التقليدية، كذلك كانوا يصنعون صافرات الشعائر من عظام الأجنحة الرفيعة، كما استخدم أطباء القبائل بعضها لشفط الداء والألم من أجساد المرضى. كانت العقبان الذهبية تُشكّل رمزًا للخصوبة عند قبيلة الپاوني، بما أنها تبني أعشاشها عاليًا عن الأرض وتدافع عنها بشراسة ضد أي معتدٍ، وكانت بعض القبائل الأخرى، وبالتحديد قبيلتا الكرو والشوشوني، تُعلّق عقابًا ذهبيًا محنطًا على مدخل خيامها، معتبرةً إياه «سيّد كل ما يُحلّق»، و«حامي الناس من الأرواح الشريرة». من الأسباب التي دفعت الأمريكيين الأصليين للإيمان بأن العقبان الذهبية هي صلة الوصل بين عالم الأحياء وعالم الآلهة، كان اعتقادها بأنها أعلى الطيور تحليقًا وأكثرها اقترابًا من الشمس والسماء، حيث تسكن الآلهة. يُعتقد أن العقبان الذهبية هي أصل أسطورة «طيور الرعد» التي قالت بها قبائل جنوب غرب الولايات المتحدة.
أصدرت الحكومة الأمريكية قانونًا يتعلق بتنظيم الحصول على ريش العقبان الذهبية يُعرف باسم «قانون ريش العقبان» (بالإنگليزية: Eagle feather law)، وهو ينص على أن أي أمريكي ذو جذور أصليّة وينتمي إلى إحدى القبائل المعترف بها في البلاد، يحق له الحصول على ريش من هذه الطيور لاستخدامه في أغراض دينية أو روحيّة، غير أن هذا لا يعني أن المتاجرة بهذه الطيور أو ريشها قد أصبحت قانونية.

### في النبالة

شعار مصر: عقاب صلاح الدين.

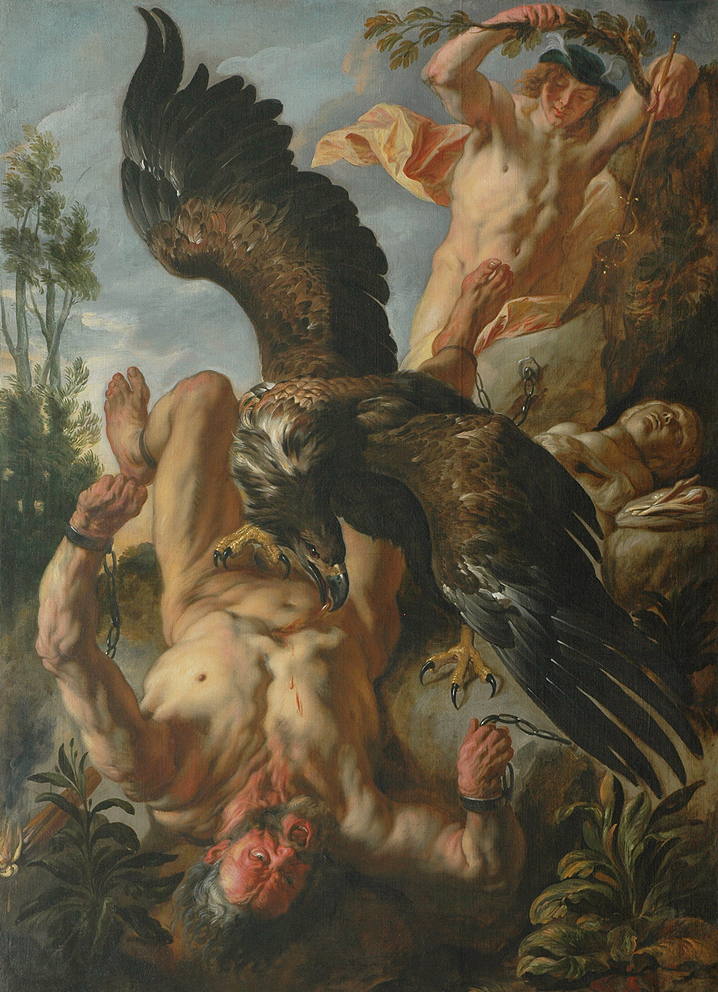
عقاب زيوس الذهبية تنقر كبد پروميثيوس، بريشة يعقوب جورديان، 1640.

ظهرت العقبان الذهبية بصفتها رموز للنبالة منذ قديم الزمان، فقد لعب شكل العقاب عاقدة الحاجبين، ونظرتها الحادة «الغاضبة»، بالإضافة لحجمها الضخم، دورًا في جعلها تمثّل الجبروت والقوة والملوكيّة، ففي اليونان القديمة كانت هذه الطيور ترمز إلى زيوس، كبير الآلهة الإغريقية، حيث قيل أن زيوس، بعد أن قام بتقييد التيتان پروميثيوس على قمة الجبل بسبب سرقته سر وقد النار وتقدمته للبشر، أرسل عليه عقابًا ضخمًا ينقر كبده ويأكله كل نهار، ليموت ويبعثه زيوس في اليوم التالي، فيُرسل عليه الطائر مجددًا، وهكذا. كان الفرس أوّل من استخدم العقاب الذهبية شعارًا للجيش، لكن أحدًا لم يشتهر بهذا الشعار أكثر من الفيالق الرومانية، التي ما زالت صورتها لدى العامّة مرتبطة بهذه الطيور.
أخذت العقبان الذهبية تظهر على دروع وأعلام الكثير من الإمبراطوريات والإمارات والممالك خلال القرون الوسطى، وقد استمر هذا التقليد شائعًا حتى اليوم، ومن الدول التي لا تزال تظهر العقبان الذهبية كشعار لها: المكسيك، ألمانيا، ألبانيا، النمسا، مصر، رومانيا، كازاخستان، العراق فلسطين، اليمن، وغيرها كثير. أما من الدول السابقة التي اعتمدت هذه الطيور رمزًا لها: الإمبراطورية الرومانية المقدسة، والدولة الأيوبية، وشعار الأخيرة هو نفسه شعار عدد من الدول العربية الحالية سالفة الذكر، وهو يُعرف أيضًا باسم «عقاب صلاح الدين». تعتبر العقاب الذهبية الطائر الوطني للمكسيك، وهي تظهر على شعارها جاثمةً على شجرة صبّار وتلتهم أفعى، وهذا الشعار شبيه بشعار إمبراطورية الأزتيك التي قامت في البلاد منذ آلاف السنين، وهذا الشعار بدوره يستند إلى أسطورة أزتكية مفادها أن إله الشمس طلب من السكّان أن لا يستقروا إلا في الموقع الذي يرون فيه عقابًا جاثمًا على شجرة صبّار، وفي منقاره أفعى يلتهمها. قال عالم الطيور رافائيل مارتين ديل كامپو في عام 1960، أن هذا الطائر المذكور في الأسطورة ليس عقابًا ذهبيةً، وإنما كركار، لكن على الرغم من ذلك، لا يزال هذا الطائر يُسمى في المكسيك بالعقاب الملكي (بالإسبانية: Águila Real).
تحتل العقبان الذهبية المركز الثامن بين أكثر الطيور المصورة على الطوابع الوطنية لعدد من البلدان، فهي تظهر على 155 طابعًا تُصدرها 71 هيئة وطنية تابعة لجمهوريات وممالك معاصرة.